# Departamento de Áncash
Áncash es uno de los veinticuatro departamentos que, junto a la provincia constitucional del Callao, conforman la República del Perú. Su capital es Huaraz y su ciudad más poblada es Chimbote. Fue creado el 12 de febrero de 1821 con el nombre de Huaylas. El departamento es ribereño del océano Pacífico por el oeste, y limita con los departamentos de La Libertad por el norte, Huánuco por el este y Lima por el sur. Con 29,6 hab./km², es el octavo departamento más densamente poblado del país.
Dentro del departamento se diferencian dos tipos de geografías: la árida llanura costera del Océano Pacífico, que domina toda la zona occidental de la región, y la zona montañosa andina que ocupa más del 70 % del territorio departamental, esta comprende a los accidentes geográficos de las cordilleras Blanca, Negra, Huallanca, Huayhuash, la Sierra Oriental de Áncash y el Cañón del Marañón, zonas que en conjunto poseen 20 picos por encima de los 6000 m s. n. m. Dichas formaciones montañosas dan origen a lagos y ríos muy importantes como los ríos Santa y Pativilca que desembocan en el océano Pacífico, y los ríos Yanamayo y Marañón, afluentes del Amazonas que desemboca en el Atlántico.
La historia de Áncash está vinculada a las manifestaciones culturales más tempranas del Antiguo Perú, desde el desarrollo de los trabajos en piedra del Arcaico en el siglo XIII a. C., con el hombre de la cueva del Guitarrero. Posteriormente, recibe la influencia de la civilización Caral-Supe; y siglos más tarde, en su territorio, donde confluyen caminos entre la costa y la selva, surgió y se desarrolló la cultura Chavín, que posteriormente influyó en las culturas recuay y wari. Ya en la segunda mitad del siglo XV fue incorporado al tahuantinsuyo por Pachacútec y Túpac Yupanqui, quienes consolidaron su imperio con la construcción de tres ramales del camino inca hacia el norte. Durante el virreinato del Perú, se aprovechó su riqueza minera y agraria por más de 300 años. Hoy en día, estas actividades económicas, sumadas a la pesca, son el eje de crecimiento económico de la región.
Áncash cuenta con un rico patrimonio histórico, con la presencia de yacimientos arqueológicos precolombinos de los que destacan Chavín de Huantar (Patrimonio de la Humanidad), Sechín y un tramo muy bien conservado de 50 km del Camino Inca (Patrimonio de la Humanidad). Así mismo, unas 340 000 hectáreas de Áncash están conformadas por las áreas naturales protegidas del parque nacional Huascarán (Patrimonio de la Humanidad), la zona reservada de la Cordillera del Huayhuash y el yacimiento paleontológico de Yanashallash, ubicados en la sierra departamental.
El departamento es la sexta economía del país por aportar al Valor Agregado Bruto nacional un 3,5 %. La importancia relativa de la región en el país es mayor en el caso de los sectores minero, pesquero y manufactura. El 47,8 % de la población empleada labora en el sector terciario, seguido del 37 % en el sector primario, y el 15,2 % restante en el sector secundario.

## Toponimia
El departamento tuvo el nombre de «Huaylas» entre 1835 y 1839, en honor a uno de los grupos étnicos más importante de la región: los huaylas, cuyos miembros fueron parientes cercanos del inca Atahualpa durante el Tahuantinsuyo. El 28 de febrero de 1839, por decreto del presidente Agustín Gamarra, el nombre del departamento fue cambiado a «Áncachs» en referencia a un riachuelo cercano al cerro Pan de Azúcar, donde se desarrolló la batalla de Yungay y en el cual Gamarra participó conformando las filas del ejército chileno-peruano, saliendo vencedor de ese enfrentamiento que fue decisivo para la disolución de la Confederación Perú-Boliviana.
La etimología de Áncash la explica Cerrón Palomino, asegurando que el nombre se puede analizar como anqa-ş. Especula que en el pasado *anqa simplemente significaba 'azul', y -ş era un sufijo atributivo, equivalente en significado a una frase como 'con calidad de X cosa'. Así anqaş, escrito hoy ⟨Áncash⟩, significaría 'azulenco', en referencia al anteriormente mencionado riachuelo o río Ancasmayo (de *anqaş mayu, literalmente 'río azulado') que pasa cerca de Yungay y cuya primera parte habría sido tomada para nombrar el departamento moderno. Hoy día, *anqaş, escrito como ⟨anqash⟩ o ⟨anqas⟩, simplemente significa 'azul' en los dialectos modernos del quechua y ya no es divisible en sus partes constituyentes.
Ya para inicios del siglo XX se usaba la forma actual ⟨Áncash⟩ en vez de ⟨Áncachs⟩.[cita requerida]

## Geografía
Áncash está enclavado entre el mar de Grau y el río Marañón, la codillera de los Andes cruza el departamento de norte a sur. Se encuentra entre las latitudes 10°47′15″ y 12°48' norte y las longitudes 74°52′ y 77°22′ O. Tiene un territorio de 35,914.41 km², incluyendo 12.23 km² de superficie insular, lo que lo convierte en el décimo segundo departamento más extenso del país.Áncash limita al oeste con el océano Pacífico, al norte con La Libertad, al este con Huánuco y al sur con Lima. 
| Noroeste: Departamento de La Libertad | Norte: Departamento de La Libertad | Nordeste: Departamento de La Libertad |
| Oeste: Océano Pacífico                |                                    | Este: Departamento de Huanuco         |
| Suroeste: Océano Pacífico             | Sur: Departamento de Lima          | Sureste: Departamento de Huánuco      |

Geográficamente, Áncash se puede dividir en dos regiones climáticamente distintas: la zona andina; de terreno montañoso accidentado y la zona costera; de llanuras desérticas. La franja costera de Áncash tiene 315 km de longitudy se caracteriza por una orilla bastante irregular, donde se alternan playas arenosas, ensenadas y bahías, como las de Chimbote y Samanco. Más de 15 islas se encuentran frente a la costa ancashina, siendo la más grande Isla Blanca, en el noroeste,también es común la aparición de pequeñas islas, entre las que destacan Santa, Ferrol, isla Tortuga, Redonda, Corcovado, Los Chimús, entre otras. La costa de Áncash comprende las provincias de Santa, Casma y Huarmey, y abarca el 23% del territorio regional. La región costera es atravesada por varios ríos importantes: el río Santa, el río Lacramarca y el río Nepeña en la provincia de Santa; el río Casma, el río Sechín y el río Grande en la provincia de Casma; y los ríos Huarmey y Culebras en la provincia de Huarmey.
La zona andina están formada por montañas, cañones y valles profundos al oeste de la cordillera Negra. Las zona andina se formó a finales del cretácico tardío, debido al movimiento de la convergencia de la placa de Nazca debajo de la placa sudamericana. La cordillera Negra, ubicada entre la costa y el callejón de Huaylas, corre paralela a la cordillera Blanca desde Conococha hasta su encuentro en el cañón del Pato; su punto pero alto es Coñocranra, a 5187 m s.n.m. Las montañas más altas de Áncash están en la cordillera Blanca, de las cuales más de treinta superan los 6000 m.s.n.m. La más alta de ellas es el Huascarán (Matashrahu), a 6757 m s.n.m. La cordillera Blanca fue denominado por la UNESCO como Reserva de Biosfera en 1977 y como Patrimonio Natural de la Humanidad en 1985. La montaña más alta fuera de la cordillera Blanca es el Yerupajá, a 6542 m s.n.m., en la cordillera Huayhuash. Conococha es la única meseta de Áncash.
La cordillera Blanca divide la zona andina de Áncash en dos: el callejón de Huaylas al oeste y la zona de los Conchucos al este. El callejón de Huaylas es un estrecho valle aluvial que se extiende a lo largo del curso del río Santa, desde su nacimiento en Conococha, al sur, hasta el Cañón del Pato, al norte. La zona de los Conchucos, por su parte, es una sucesión de diversos valles accidentados cuyos ríos son tributarios del Marañón. En este territorio abundan las punas, y presenta ríos de gran caudal pero de recorrido corto, como el Mosna, Puchka, Yanamayo, Acochaca y Pomabamba, todos de origen glaciar y que vierten sus aguas al río Marañón. El Marañón, en su recorrido de sur a norte, delimita la frontera este de Áncash y la separa de las regiones de Huánuco y La Libertad.
Áncash tiene un parque nacional: el parque nacional Huascarán, una reserva nacional: la reserva nacional Sistema de Islas, Islotes y Puntas Guaneras y una zona reservada: la zona reservada Cordillera Huayhuash.

### Clima
El clima de Áncash es variado. De tiempo de mayo a septiembre "invierno andino". En la costa, el piso inferior de la vertiente occidental, el clima es desértico, con lluvias muy escasas y mal distribuidas, que se incrementan a medida que se avanza en altitud; zonas con clima templado y seco se encuentran en los pisos medios de las vertientes andinas oriental y occidental, así como en el Callejón de Huaylas; climas fríos y secos en las punas y altas mesetas; y climas polares en las cumbres nevadas. Al este de la Cordillera Blanca y en el fondo del valle formado por el Marañón hay un clima cálido-húmedo, con temperaturas altas durante el día y la noche.

### Glaciares y picos nevados
Las dos cadenas montañosas más altas del Perú, la Cordillera Blanca y la de Huayhuash tienen en su territorio a más de 200 glaciares que están distribuidos, en la Cordillera Blanca, a lo largo de sus 180 kilómetros de longitud, desde el nevado Tuco en el sur, hasta las cercanías del nevado Champará en el norte. Unos 27 glaciares superan los 6 000 m s. n. m. y alrededor de 200, los 5 000 m s. n. m. La mayor parte de los ríos originados en los valles de esta cordillera drenan hacia la cuenca del río Santa. El área cubierta por nieve comprende 504.4 km², que representa el 14,84 % del área total del parque. Existen 712 glaciares que representan 486 037 km² y un volumen estimado de 18 458 km³ de potencial hidrológico en estado sólido.

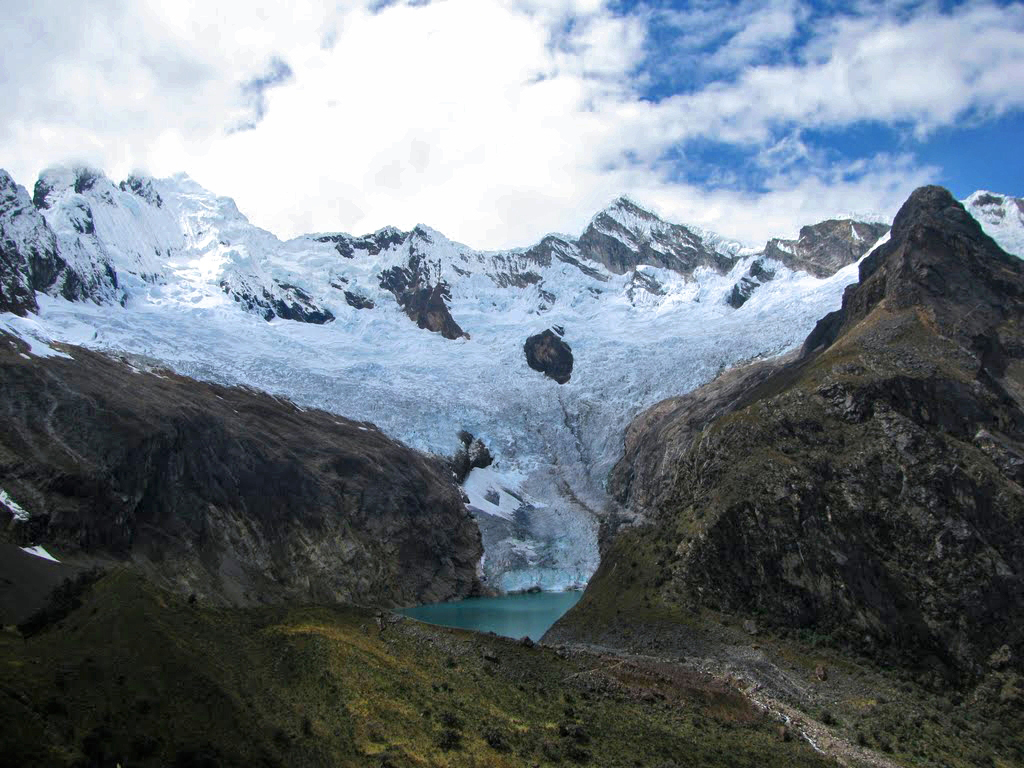
Arhuay (6.025 / 4.554 m)
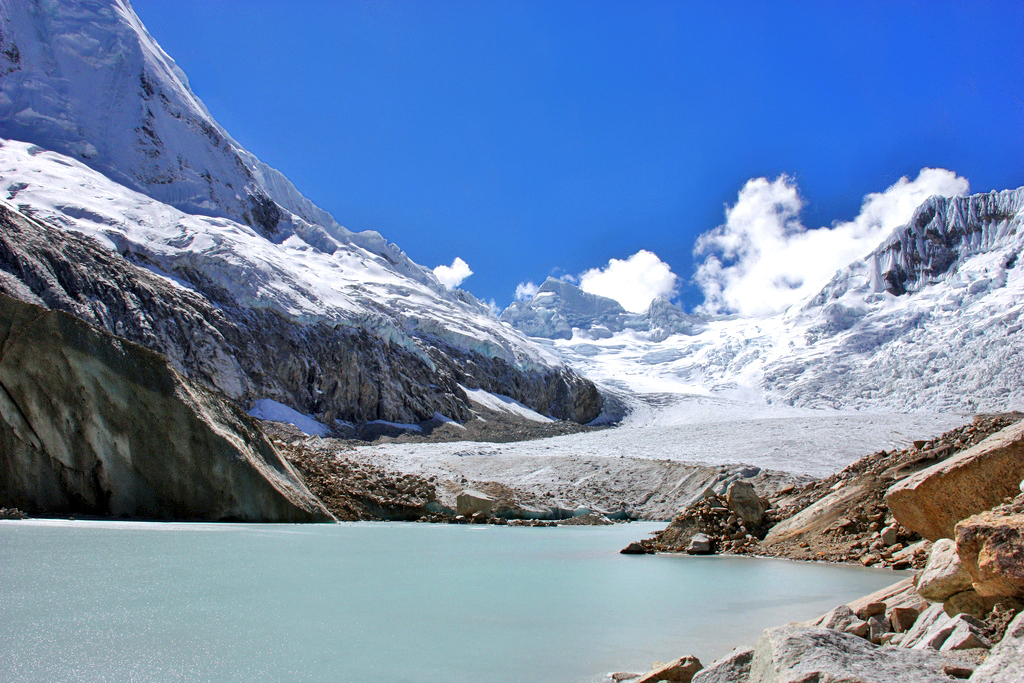
Artesonraju (6.025 / 4.685 m)
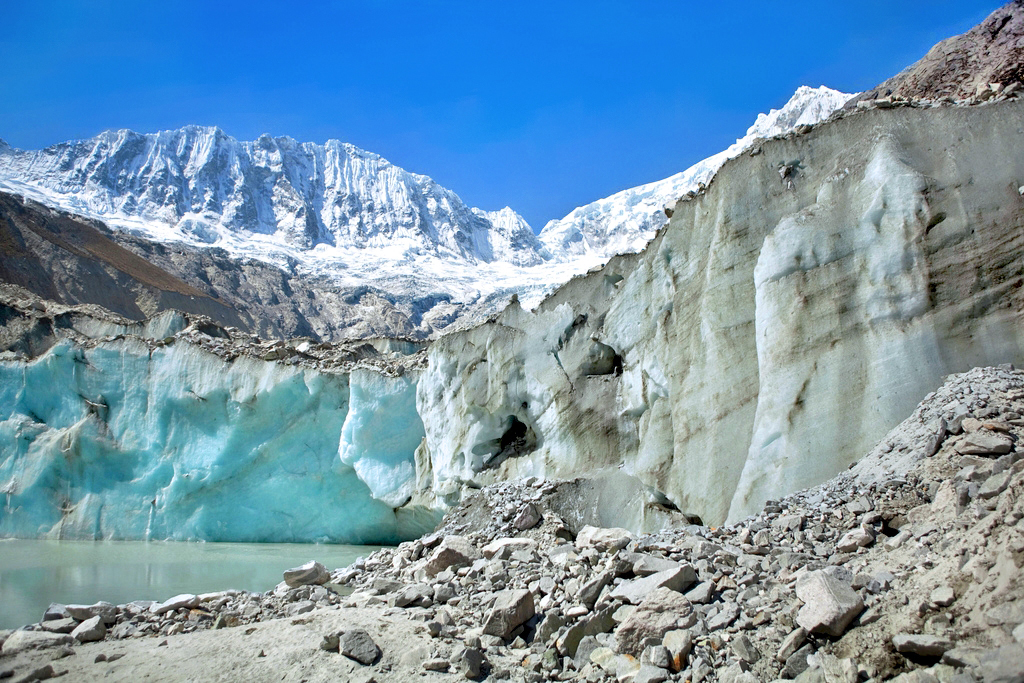
Llaca (6.123 / 4.500 m)
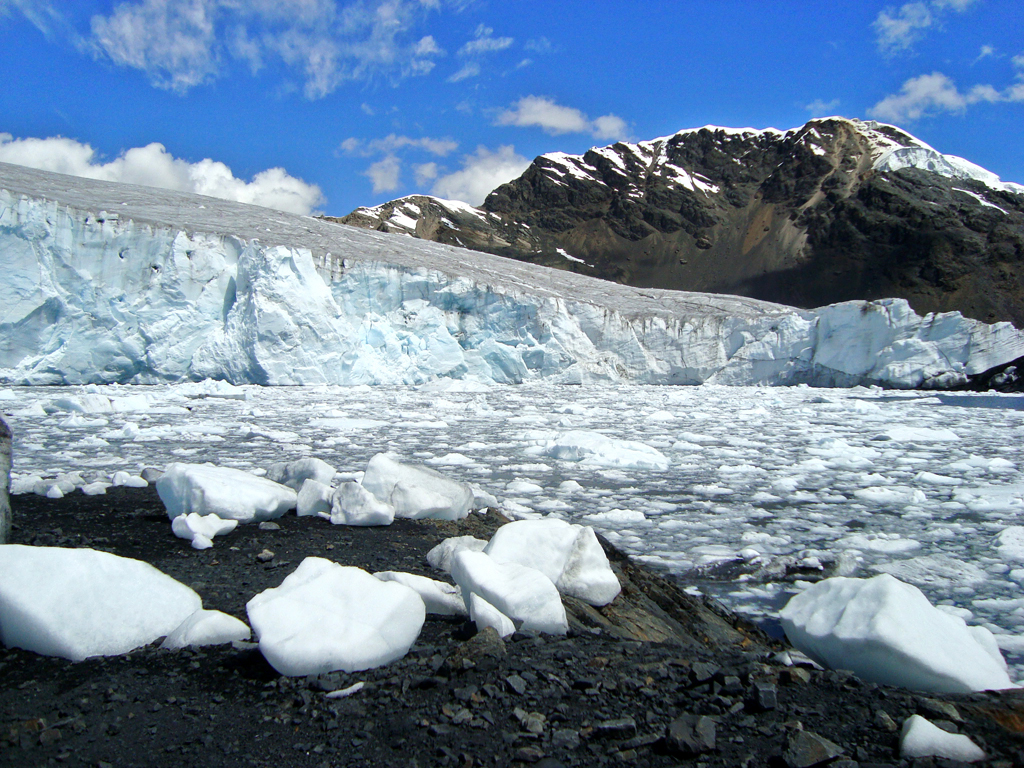
Pastoruri (5.201 / 5.001 m)

### Lagunas

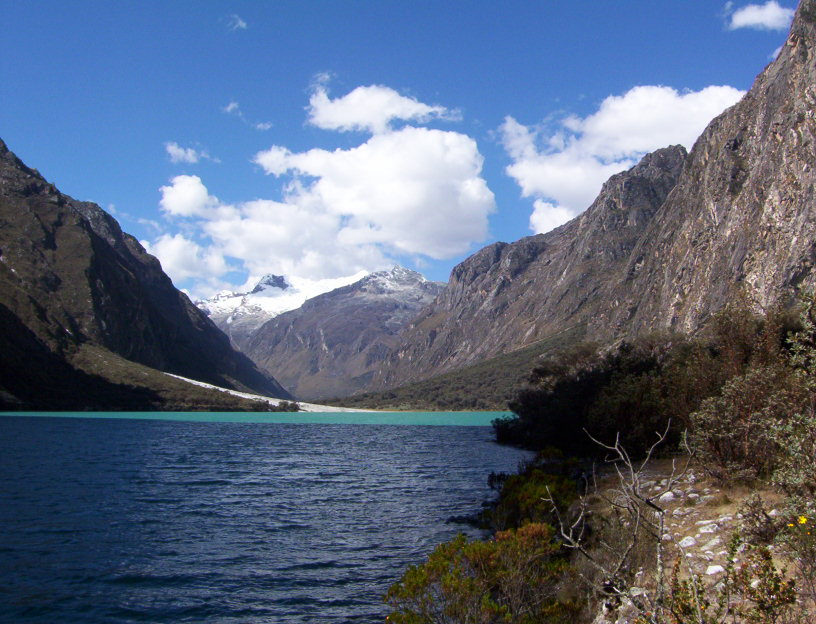
Laguna de Llanganuco.

Dentro de los límites de las áreas protegidas del parque nacional Huascarán y la Reserva del Huayhuash, se han identificado más de 400 lagunas, que representan un área aproximada de 27.7 km². La mayoría de ellas son de origen glaciar. Solo se han realizado levantamientos batimétricos en 40 de ellas, dando como resultado un volumen de 435 086 656 metros cúbicos. Entre las lagunas, destacan Querococha en Recuay; Pelagatos en Pallasca; Parón en Huaylas; Llanganuco en Yungay; Conococha sobre la carretera Pativilca-Huaraz; Purhuay y Reparin en Huari y Ventanilla en Asunción.

### Ríos
La divisoria continental de las Américas, línea de división de las aguas que vierten al océano Pacífico y las que lo hacen al Atlántico, cruza el parque nacional Huascarán por la mitad de manera continua. Por lo que las dos partes tienen una relación casi igual de superficie. Existen tres ríos principales que nacen en el parque, el río Santa, río Yanamayo y el Pativilca, los dos primeros discurren en la misma dirección de sur a norte: el Santa recibe el aporte de 23 ríos de la Cordillera Blanca, que tienen su origen en 457 glaciares y desemboca en el océano Pacífico, el río Yanamayo recibe el aporte de 16 ríos, que tienen su origen en 192 glaciares y desagua en el río Marañón, que avena al Amazonas para que desemboque en el Atlántico. Finalmente el Pativilca recibe la afluencia del río Piskaragra, que tiene su origen en 14 glaciares y hace un recorrido de este a oeste para desembocar en el Pacífico.
| Río       | Longitud (km.) | Vertiente | Nacimiento (altitud)                       |
| --------- | -------------- | --------- | ------------------------------------------ |
| Santa     | 347            | Pacífico  | Conococha (4.050 m s. n. m.)               |
| Marañón   | 226 *          | Atlántico | Nev. Yapura (5.800 m s. n. m.)             |
| Pativilca | 154            | Pacífico  | Nev. Pastoruri (4.950 m s. n. m.)          |
| Fortaleza | 114            | Pacífico  | Cordillera Negra (4.900 m s. n. m.)        |
| Casma     | 106            | Pacífico  | Cordillera Negra (4.800 m s. n. m.)        |
| Huarmey   | 93             | Pacífico  | Cordillera Negra (4.900 m s. n. m.)        |
| Culebras  | 88             | Pacífico  | Cordillera Negra (4.900 m s. n. m.)        |
| Nepeña    | 85             | Pacífico  | Cordillera Negra (4.900 m s. n. m.)        |
| Mosna     | 58             | Atlántico | Nevado Bayococha (5.500 m s. n. m.)        |
| Vizcarra  | 48             | Pacífico  | Cordillera de Huayhuash (5.100 m s. n. m.) |
| Yanamayo  | 32             | Atlántico | Nevado Bayococha (5.500 m s. n. m.)        |

(*) Longitud del Marañón a su paso por Áncash.

### Flora y fauna
La biodiversidad de la región Áncash se concentra principalmente en el Parque Nacional Huascarán y la Zona Reservada Cordillera Huayhuash, que actúan como refugios para la conservación de numerosas especies. En la costa, se encuentran pequeños bosques aislados de algarrobo en los valles y bosques de galería en los fondos de los valles interandinos. En las punas, que se sitúan a altitudes superiores a los 4,500 metros sobre el nivel del mar, predominan el césped de puna y los oconales. También se encuentran bosques de quisuar (Buddleja incana), queñua (Polylepis spp.), y alisos (Alnus acuminata), que son especies nativas de la región, mientras que bosques de eucalipto y pinos, producto de la reforestación, crecen hasta el límite inferior de las punas. El parque nacional Huascarán es hogar de más de 120 especies de aves y 10 especies de mamíferos. Entre las aves más representativas de la región se encuentran el cóndor andino (Vultur gryphus), el pato de los torrentes (Merganetta armata), el halcón peregrino (Falco peregrinus), la perdiz de puna (Tinamotis pentlandii), el pato jerga (Anas georgica spinicauda) y el pato cordillerano (Lophonetta specularioides alticola). Otras especies aviares incluyen al zambullidor pimpollo (Rollandia rolland morrisoni), la gallareta gigante (Fulica gigantea), la gaviota andina (Larus serranus), la cotinga de Zárate (Zaratornis stresemanni), el torito pecho cenizo (Anairetes alpinus), el mielerito gigante (Oreomanes fraseri) y el azulito altoandino (Xenodacnis parina).
En cuanto a la fauna mamífera, la región alberga especies de gran relevancia ecológica, como el gato montés (Leopardus colocolo), el gato andino (Leopardus jacobita), el oso de anteojos (Tremarctos ornatus), la taruca (Hippocamelus antisensis) y la vicuña (Vicugna vicugna). También se pueden encontrar otras especies como el venado gris (Odocoileus virginianus), el puma (Puma concolor incarum), la vizcacha (Lagidium peruanum) y la comadreja (Mustela frenata agilis). La flora es igualmente diversa, con 779 especies de plantas altoandinas registradas, que pertenecen a 340 géneros y 104 familias. Entre ellas destaca la puya Raimondi (Puya raimondii), miembro de la familia de las bromeliáceas, que ostenta la inflorescencia más grande del mundo y es una especie emblemática de la región.
En la zona costera de Áncash, particularmente en la Reserva Nacional Sistema de Islas, Islotes y Puntas Guaneras, se encuentran biocenosis tanto pelágicas como bénticas. Estas áreas son especialmente ricas en fauna marina, albergando 25 especies de cetáceos, como la marsopa espinosa (Phocoena spinipinnis) y el delfín oscuro (Lagenorhynchus obscurus), además de lobos marinos y el gato marino (Lontra felina). La avifauna marina es igualmente diversa, con especies de amplia distribución como albatros, petreles, paíños, piqueros y el pingüino de Humboldt (Spheniscus humboldti). En las playas y orillas, es común encontrar aves como el guanay (Phalacrocorax bougainvillii), el piquero peruano (Sula variegata) y el pelícano pardo (Pelecanus occidentalis), junto con gaviotas como la gaviota peruana (Larus belcheri) y la gaviota dominicana (Larus dominicanus).

## Historia

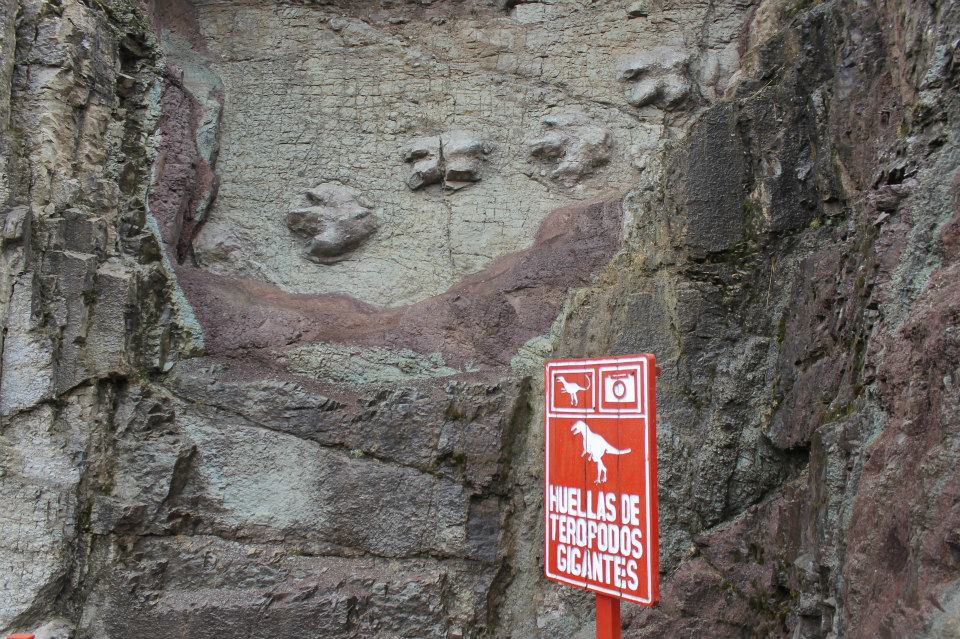
Huellas de dinosaurio terópodo a inmediaciones del nevado Pastoruri. Pertenecientes al Albiense (Cretácico).

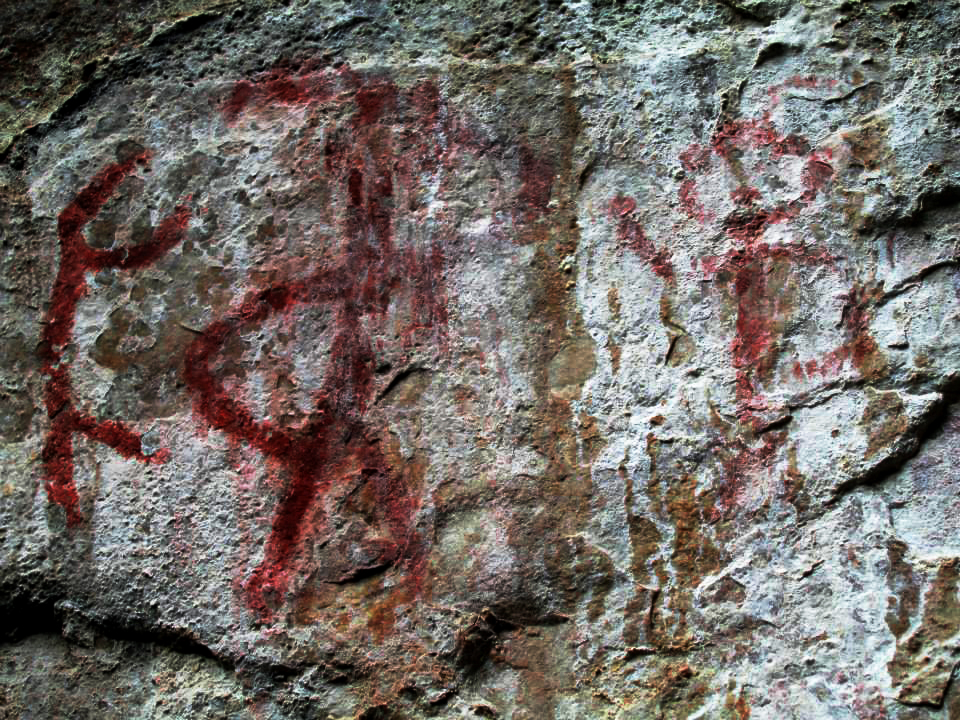
Pinturas rupestres de la cueva Ichic Tiog (3900) en la provincia de Asunción.

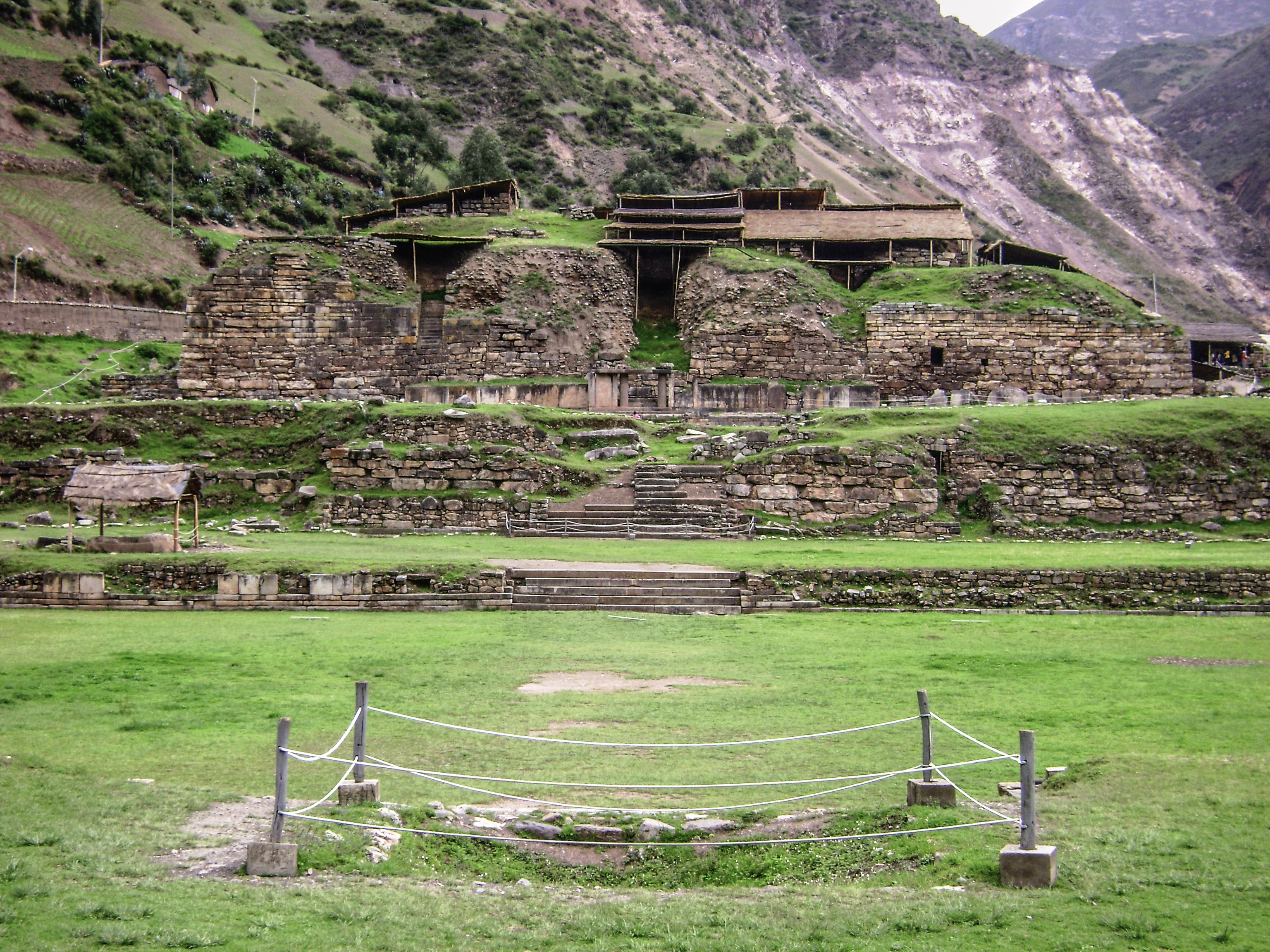
Yacimiento arqueológico de Chavín de Huántar.

Grupos étnicos de Áncash a la llegada de los incas.

Gran Camino inca de Áncash en rojo y principales asentamientos incas.

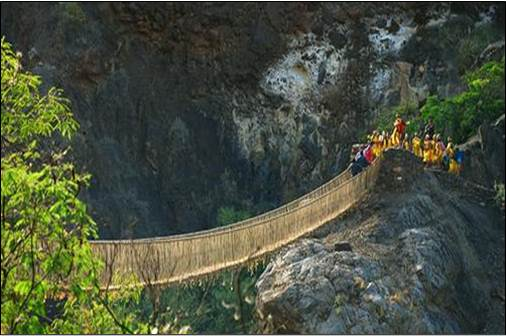
Puente inca tendido sobre el río Pucayacu, correspondiente al camino inca de la sierra oriental de Áncash.

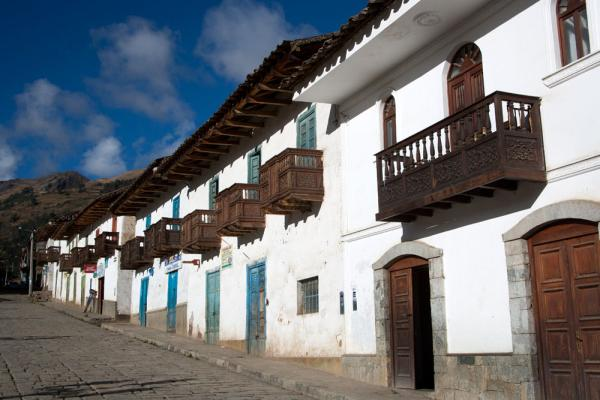
Casas coloniales de Chacas. La presencia europea en pueblos del interior del departamento tomó notable importancia gracias a la riqueza mineral de los territorios circundantes.

### Áncash en la prehistoria y el Antiguo Perú
Durante la división del supercontinente Pangea, el territorio oriental de Áncash era una inmensa y tupida sabana que hacía de orilla a un mar que se adentraba desde la actual Colombia hasta el norte de Bolivia. Este ecosistema templado a orillas del mar con ríos tributarios de gran caudal que descendían de la primigenia Cordillera de los Andes propició la proliferación de diversas especies de dinosaurios, los cuales legaron un extenso yacimiento de huellas y fósiles en el actual territorio sur-oriental del parque nacional, en terrenos que formados durante la etapa del Albiense durante el Cretácico Inferior.
El asentamiento humano más antiguo de los conocidos en el Perú, fechado hacia mediados del XIII milenio a. C. (~12.560 a. C.), se encuentra en Áncash, la Cueva del Guitarrero en el distrito de Shupluy (provincia de Yungay). Hacia el VII milenio a. C., ya habían cultivado y domesticado los primeros frijoles (Phaseolus vulgaris), pallares (Phaseolus lunatus), ajíes (Capsicum sp.), ollucos (Ullucus tuberosus), rizomas y frutos andinos. Tuvieron una dieta bastante variada basada en los recursos naturales de la región que les permitió además, conocer plantas para elaborar diversos utensilios.
El desarrollo de la horticultura y la arquitectura monumental en las cuencas de los ríos Chuquicara (Pallasca) y Santa (Callejón de Huaylas) descubiertos en La Galgada (Tauca, Huaricoto-Marcará) permiten demostrar que esta región otorgaba recursos suficientes para la formación y desarrollo de sociedades evolutivas complejas.
Los altos niveles de desarrollo social y cultural alcanzados en el norte del Callejón de Huaylas, define con seguridad su carácter ciertamente formativo, con respecto al posterior desarrollo maduro de la cultura Chavín.
La época agroalfarero temprano completa la alta cultura en el país, y su estudio, definición e interpretación revelan cambios cualitativos, e innovaciones variadas.
Los asentamientos ahora dominan los valles y quebradas interandinas y se alcanzan altos niveles sincréticos y simbólicos variados en las artes.
La religión, el culto y la ceremonialidad promueven el desarrollo arquitectónico (Sechín y Punkurí) y el desplazamiento de las ideas entre los 2000 y 1000 a. C.
Según Julio C. Tello, la cultura peruana es autóctona y los vestigios de la cultura Chavín son una prueba de esta hipótesis. Los chavines fueron buenos agricultores (construyeron grandes canales de regadío y produjeron maíz en vasta escala, además de otros cultivos) y utilizaron el telar, elaborando vestidos de algodón con adornos de lana. Además, se distinguieron por las tallas de símbolos y esculturas de figuras zoomórficas y antropomórficas en piedra, ornando grandes fortalezas y templos, como el Templo de Chavín, declarado Patrimonio Cultural de la Humanidad por la Unesco.
Después de Chavín, surgió la cultura Recuay o Huaylas (siglo I), la cual, antes de anexarse al vasto Imperio inca, influyó en los moches y waris.

### Imperio Chimú
El departamento de Áncash fue parte del Imperio Chimú o Reino Chimú que llegó a durar desde los 1000 a 1470 años.

### Imperio Inca
En el sexto año de gobierno de Pachacútec, el hermano de este, Cápac Yupanqui lo acompañó con 30 000 soldados a conquistar a los huancas del Chinchaysuyo (norte). Tras acampar en Vilca se hicieron con Xauxa, Tarma y Pumpu con poca resistencia. En cambio, Garcilaso de la Vega dice que los huancas ofrecieron feroz resistencia con sus 30 000 guerreros. Pedro Sarmiento de Gamboa dice que la campaña al norte ocurrió después de conquistar a los collas y la tropa se componía de 70.000 soldados al mando de sus hermanos Cápac y Huayna Yupanqui y su hijo Apu Yamqui Yupanqui. Cápac Yupanqui fue encargado de reorganizar estas nuevas tierras mientras su hermano construía fortalezas, caminos y templos y recorrer su reino. También anexaron Soras, al sudoeste del territorio chanca. Posteriormente, fue enviado en una expedición para expandir las fronteras del Antisuyo. Volvió a Pumpu para marchar sobre las provincias de Chucurpu, Ancara y Huaillas antes de volver a Cuzco. Todo este proceso tomó unos tres años.
Pasaron unos meses y el Sapa Inca decidió organizar otra campaña de conquista en el Chinchaysuyo. Un ejército de 50.000 efectivos fue puesto al mando de su hermano y su hijo, el auqui (príncipe) Inca Yupanqui, llegaron a Chucurpu y exigieron al curacazgo de Pincu (actual provincia de Bolognesi) rendirse, lo que hizo pacíficamente. Continuaron con su avance hasta Maraycalle Desde ahí exigieron lo mismo a los de Huaylas, Piscopampa, Huaris y Cunchucu, pero estos se negaron y debieron pasar seis meses de duros combates para lograr su capitulación entre 1460 y 1480.
Posteriormente Túpac Yupanqui asentaría las bases para la sociedad inca imponiendo el idioma quechua como lengua principal hasta la llegada de la guerra civil inca entre Huáscar y Atahualpa, existieron dos camino incas que atravesaban la región longitudinalmente el primero recorría todo el callejón de Huaylas y el segundo toda la sierra oriental de Áncash.

[...] Con esta respuesta entraron los incas en la provincia de allí enviaron el mismo recado a las demás provincias cercanas a ella (que entre otras hay, las más principales son Huaras, Piscobamba, Cunchucu), las cuales, debiendo seguir el ejemplo de Pinco, hicieron lo contrario: que se amotinaron y convocaron unas a otras, deponiendo sus pasiones particulares para acudir a la común defensa. Y así se juntaron y respondieron, diciendo que antes querían morir todos que recibir nuevas leyes y costumbres y adorar nuevos dioses. Que no los querían, que muy bien se hallaban con los suyos antiguos que eran de sus antepasados, conocidos de muchos siglos atrás. Y que el inca se contentase con lo que había tiranizado, pues con celo de religión había usurpado el señorío de tantos curacas como había sujetado. Dada esta respuesta, viendo que no podían resistir la pujanza del inca en campaña abierta, acordaron retirarse a sus fortalezas y alzar los bastiones y quebrar los caminos y defender los malos pasos que hubiese, lo cual todo apercibieron con diligencia y presteza [...]
 Inca Garcilaso de La Vega - Comentarios Reales - pg. 354 (1991).

### Conquista del Perú
Durante la Conquista del Perú, luego de que Francisco Pizarro tomara como rehén al inca Atahualpa en Cajamarca, ordenó a una guarnición comandada por Hernando Pizarro que explorara los territorios del sur, este grupo ingresó al actual Áncash por Huamachuco, tomando el camino inca del Callejón de Huaylas y luego el de la costa, finalmente saqueó Pachacámac para luego dirigirse a Jauja con 27 cargas de oro y dos mil marcos de plata; donde se reúnen con el general inca Calcuchimac. El viernes 21 de marzo de 1533, inician el retorno a Cajamarca haciendo la ruta del viaje por Tarma, Chacamarca, Pumpú, Tonsucancha y Huánuco Viejo hasta el 29 de marzo; desde este punto, toda la sierra oriental de Áncash desde Pincos hacia Huari, Yauya, Piscobamba, Sihuas, Conchucos y Andamarca hasta el 7 de abril de donde prosiguen a Huamachuco, Cajabamba e ingresan finalmente a Cajamarca, el 14 de abril de ese año, 1533.
Posteriormente, luego de la ejecución de Atahualpa, las tropas de Pizarro salieron de Cajamarca el 11 de agosto de 1533, con 400 españoles y un grupo de combatientes y porteadores nativos. Pasaron por Cajabamba el 14 de agosto; por Huamachuco el 17 de agosto y prosiguieron con dirección a Huaylas donde descansaron una semana: los primeros días de septiembre, continuando a Caráz, Carhuaz y Recuay y ascendieron por la cordillera de Huayhuash para continuar hacia Chinchaycocha.
Gonzalo Pizarro, en ánimo de conquistar el "País de las Canelas", salió del Cusco con 180 combatientes, un centenar de caballos. Por lo menos 600 lebreles y suficiente cantidad de vituallas. Pasó por Huánuco donde enfrentó un alzamiento de los nativos; luego de que estos lo cercaron en el poblado de Conchuco; fundó la Villa de Sihuas, según tradición local, con la activa actuación de Juan Gómez Arias; luego prosiguió por el norte. La tradición dice que "Siguas", recuerda a Sigüenza.

#### Inés Huaylas Yupanqui
Inés Huaylas Yupanqui, o Quispe Sisa, era hija de Huayna Cápac, y hermana de Atahualpa y Huáscar. Fue entregada a Pizarro en calidad de concubina real y el ánimo de rescatar su libertad. Después de la desaparición de Atahualpa, Francisco Pizarro mantuvo vida conyugal con este personaje de la realeza nativa con quien tuvo dos hijos. La mujer se llamó Francisca Pizarro y viajó a España con su tío Hernando Pizarro. Vivió y murió en España después de disfrutar la herencia dorada que le cupo a su padre, el marqués de Atabillos.

### Época colonial
Los primeros colonos españoles que llegaron a Áncash fueron atraídos por las copiosas vetas de metales preciosos, principalmente la plata. Para lograr someter a los nativos, los colonos utilizaron tácticas de tortura y matanzas en masa. Es así que en las actuales provincias de Sihuas y Pomabamba, ocurrió la matanza de la etnia de los Conchucos, registrado por Cieza de León en su obra «Crónica del Perú» de 1553. También registró otra matanza, la de la etnia de los pincos, lo menciona Miguel Gómez León, en su obra Paños e hidalguía (2002), se cometió un genocidio que comunica Juan de Saavedra a Gonzalo Pizarro. Luego vino la repartición de los nativos en encomiendas. Por entonces, Fray Domingo de Santo Tomás llegó al poblado de Yungay (1540) y Jerónimo de Alvarado asumió la encomienda de Huaraz. Los encomenderos residían en Huánuco.

### Proceso emancipador y época republicana

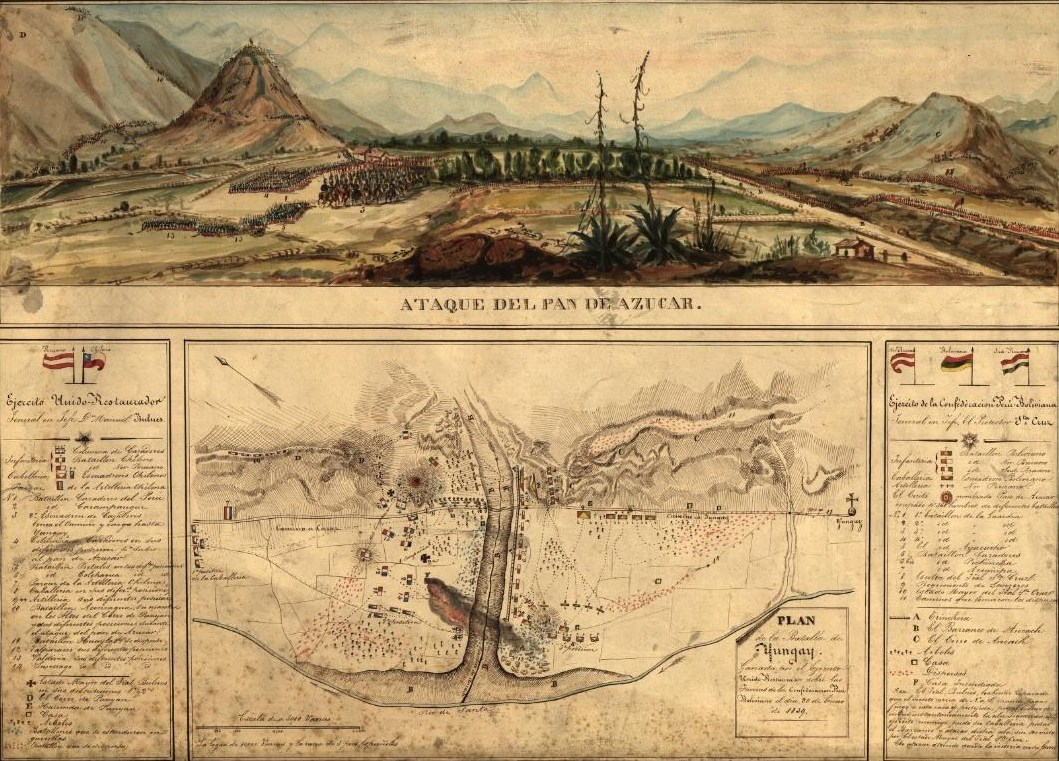
Planos del desarrollo de la Batalla de Yungay.

A finales del siglo XVIII, los pueblos de Piscobamba y Chacas protagonizaron fuertes rebeliones, motivados por los ominosos tributos que obligatoriamente tenían que pagar los indios, además de los abusos de los caciques y corregidores. Poco después los motines siguieron en todas las ciudades del Callejón de Huaylas, así se formaron los primeros movimientos sociales en contra de la colonia para dar apoyo a la causa independentista que surgía en México y Argentina.
Con la llegada de la Expedición Libertadora del Perú, Áncash aportó un importante número de hombres que engrosaron las filas de los ejércitos independentistas. Luego de la declaración de Independencia del Perú, en 1821, por estatuto provisorio, en Huaura, el general José de San Martín creó de manera provisional el Departamento de Huaylas, con los partidos de Huaylas, Conchucos, Huari, Cajatambo, Huamalíes y Huánuco, nombrando a Toribio de Luzuriaga como su presidente; cuando este viaja a Buenos Aires buscando apoyo militar para el Perú contra las fuerzas realistas, renuncia al servicio, dando paso, en 1823, a la unión de los departamentos de Huaylas y Tarma con el nombre de Huánuco.

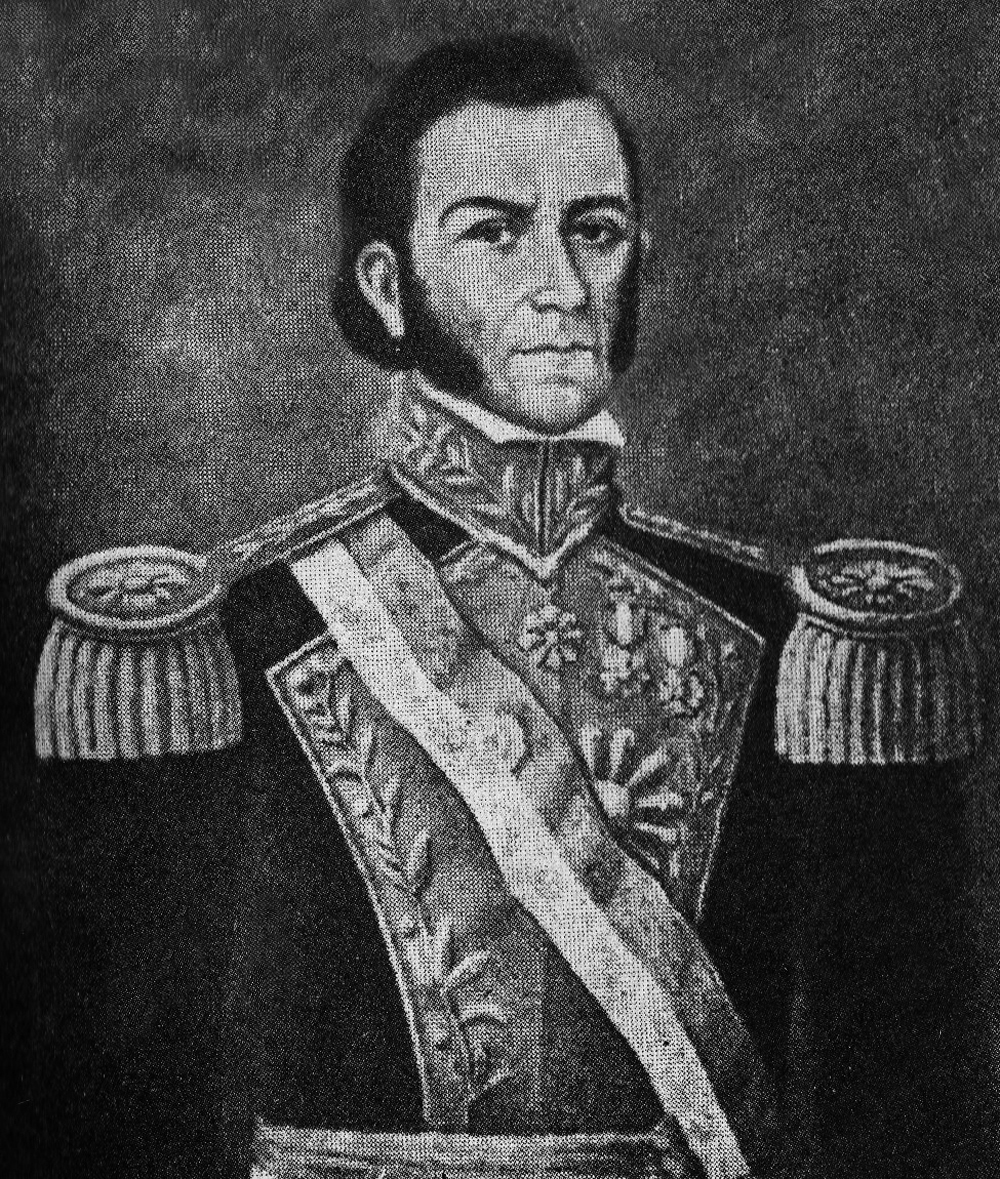
el mariscal huaracino Toribio de Luzuriaga fue el primer presidente del departamento de Huaylas en 1821.

Con la llegada de Simón Bolívar, en 1824, don Antonio José de Sucre establece su centro de operaciones en Yungay, por ser el punto céntrico del acantonamiento, acomodando en sus inmediaciones a los batallones "Voltigeros" y "Pichincha" a los que la población avitualló y pertrechó hasta ponerlos en condiciones de marchar el 25 de febrero hacia Huánuco, para participar en la Batalla de Junín. Haciendo honor a este enfrentamiento victorioso, en 1825 se decide cambiar el nombre de Huánuco a Junín.
Luego del proceso independentista que duró desde 1811 a 1826, el 12 de junio de 1835, durante el gobierno de Felipe Santiago Salaverry, se crea el nuevo departamento de Huaylas, con las provincias matrices de Santa, Huaylas, Cajatambo y Conchucos, omitiéndose Huari, que al año siguiente se anexa a Huaylas bajo la denominación de Conchucos Alto, ahora este territorio pertenecería a la Confederación Perú-Boliviana formada por Andrés de Santa Cruz en 1836. Queriendo retomar el sistema de gobierno anterior al de Santa Cruz, el 20 de enero de 1839, el Ejército Unido Restaurador comandado por el general Ramón Castilla se enfrenta al Ejército Confederado Perú-Boliviano en la Batalla de Yungay que se dio a inmediaciones de la quebrada del río Áncash y el cerro Pan de Azúcar; este enfrentamiento fue decisivo para disolver la Confederación Perú-Boliviana. En conmemoración de la victoria, el 28 de febrero de 1839, Agustín Gamarra sustituye el nombre del departamento de Huaylas por el de Áncash; igualmente en Chile se fundó la ciudad de Yungay.

#### Segmentación provincial de Áncash

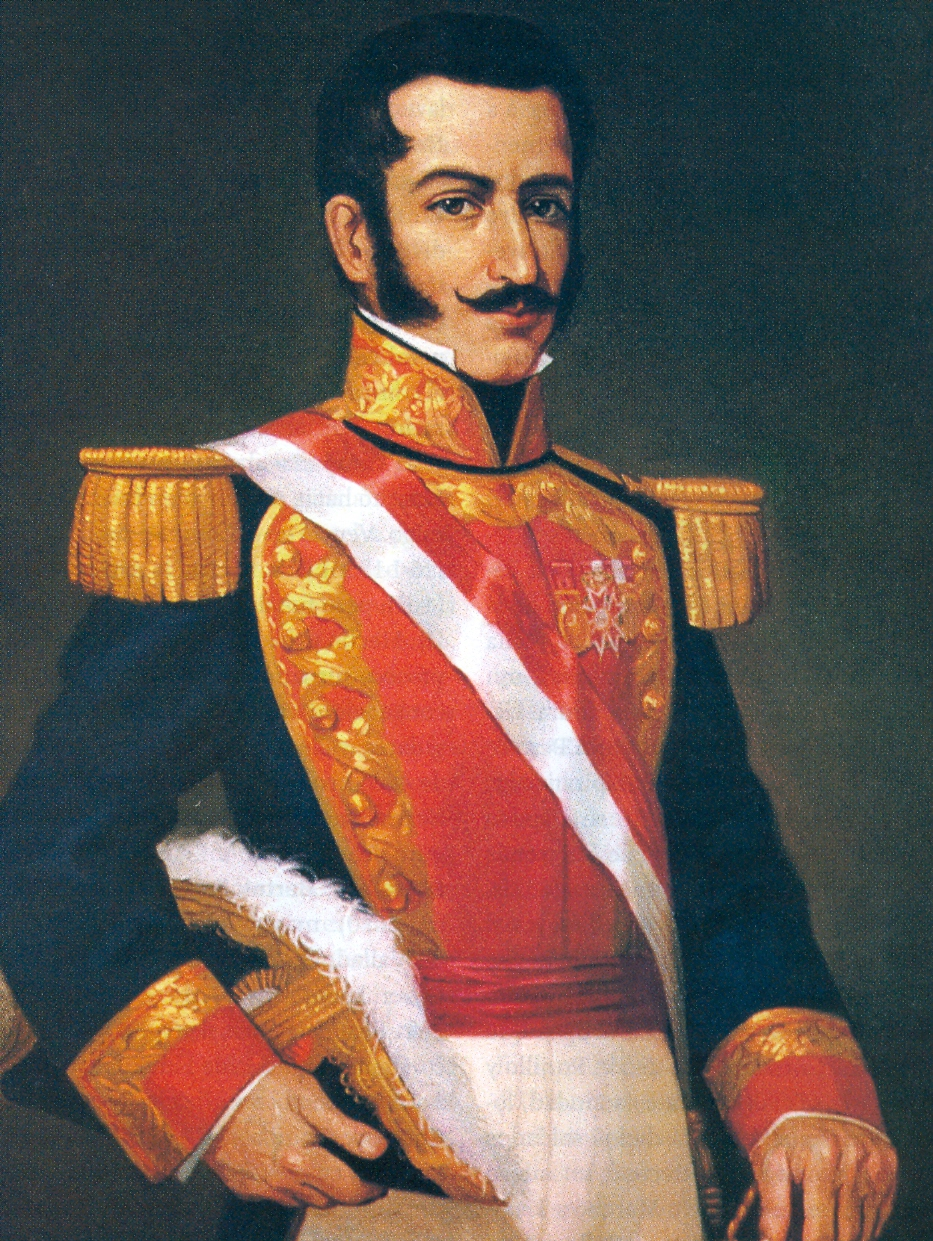
El presidente Felipe Santiago Salaverry volvió a crear el departamento de Huaylas en 1835 del que finalmente nació Áncash.

Hasta 1835, Áncash era parte de dos departamentos distintos: la zona costeña, Provincia de Santa, correspondía al departamento de Lima, mientras que la parte serraniega a la Intendencia de Tarma, aunque la mencionada provincia de Santa, que incluía entonces a las actuales Casma y Huarmey, conformó brevemente el llamado departamento de la Costa. En ese año el presidente Felipe Santiago Salaverry decretó la creación del Departamento de Huaylas a partir de las provincias norteñas del departamento de Junín, incluyendo la de Cajatambo, posteriormente traspasada al departamento de Lima. Se le cambió de nombre posteriormente, en 1839.
El actual departamento con el nombre de Áncash ocupa parte del territorio del desaparecido departamento de Huaylas; este fue creado por Felipe Santiago Salaverry en 1835, con la única salvedad de que no consideraba como parte a la actual provincia de Huari; sin embargo, el año siguiente, el mariscal Andrés Santa Cruz establece el departamento con el mismo nombre pero reconociendo la provincia de Huari. Posteriormente, se integró a este departamento la provincia de Cajatambo en 1851. De modo que en esta etapa ya se superaba la anarquía militar pues se había liquidado definitivamente la Confederación Perú-Boliviana. Este hecho permitió el surgimiento del departamento denominado Áncash (originalmente Ancash) con las provincias matrices de Santa, Huaylas, Conchucos, Huari y Cajatambo, las mismas que, debido al desarrollo de los pueblos y la consolidación de los intereses económicos de las capas dominantes siguieron un proceso de segmentación hasta finales del siglo XX.
En 1857, la primera provincia de Huaylas se dividió en la provincia homónima con su capital Caraz, y en la provincia de Huaraz con su capital la ciudad del mismo nombre. En 1904 la segunda provincia de Huaylas se dividió nuevamente y dio origen a la provincia de Yungay. Posteriormente la provincia de Huaraz se subdividió en las provincias de Carhuaz (1934), Aija (1936) y Recuay (1949), todas con sus capitales homónimas.
El 21 de febrero de 1861, la provincia matriz de Conchucos, creada en 1821 por el mariscal Toribio Luzuriaga y teniendo como capital de a Piscobamba, desapareció y surgieron las provincias de Pallasca y de Pomabamba en la época del mariscal Ramón Castilla. En 1901, la capitalía de Pallasca pasó de Corongo a Cabana. Por lo que los coronguinos, durante gestiones de muchos años, consiguieron la creación de la provincia de Corongo en 1943. Por otro lado, Piscobamba, en un proceso reivindicatorio, consiguió la creación de la provincia de Mariscal Luzuriaga, de la cual viene a ser su capital. Esta provincia se ha erigido sobre la base del distrito de Piscobamba de 1824, del cual por intereses de hacendados se segregaron en el siglo XIX los distritos de Parobamba y Llumpa y en el siglo XX los distritos de Llama y Casca. Mientras que Sihuas que había sido segunda capital de Conchucos de 1834 a 1861, recuperó la provincialía en 1961 con la anexión de Sicsibamba que fue viceparroquia de Pomabamba. A esta provincia se integró el distrito Parobamba, que hasta 1868 perteneció a Piscobamba.
La extensa provincia de Huari, ha sufrido en el siglo XX tres desmembramientos. Apareciendo la provincia de Antonio Raimondi en 1964 con su capital Llamellín; luego Carlos Fermín Fitzcarrald, con la capital San Luis en 1983. Y finalmente, Asunción con su capital Chacas en 1983; en la etapa distrital, sufrió el desmembramiento de Yanama, que en 1920 pasó a ser distrito de Yungay. Hay que destacar que estas tres últimas, segregadas de Huari, han sido creadas sobre la base territorial de distrito previo a la provincialización y en las dos últimas, con tres y dos distritos apenas respectivamente.
Con la división de Cajatambo surgió la provincia de Bolognesi con su capital Chiquián en 1903. Y de la segmentación de Bolognesi ha nacido la provincia de Ocros en 1990. La parte sur de Cajatambo pasó al departamento de Lima, pero conservó el nombre y la capitalía.
La antigua provincia de Santa tuvo por capital a Casma. En 1950, la capitalía de Santa pasa al emergente puerto de Chimbote. Vale la pena aclarar que esta provincia en su decreto de ley de creación n.º 11326 del 14 de abril de 1950, aparece como la nueva provincia de Santa, por lo que sería erróneo asumir la antigüedad de esta provincia en los primeros años de la Independencia. En 1955, Casma readquiere la capitalía provincial al crearse la provincia del mismo nombre. Y en 1984, surge la provincia de Huarmey con su capital Huarmey. Es importante dejar constancia de que todas las actuales capitales de provincia en los años finales de la colonia fueron sedes de parroquia las cuales tenían un equivalente administrativo a los distritos actuales. Cuando Antonio Raimondi llegó a Chimbote encontró una pequeña caleta y un pueblo de chimbadores; él y Enrique Meiggs previeron el futuro despegue de esta población, por ser el punto inicial del camino ferroviario y estar enormemente favorecido por la riqueza marítima de su bahía.

#### Reacomodo poblacional: 1970 - 2000

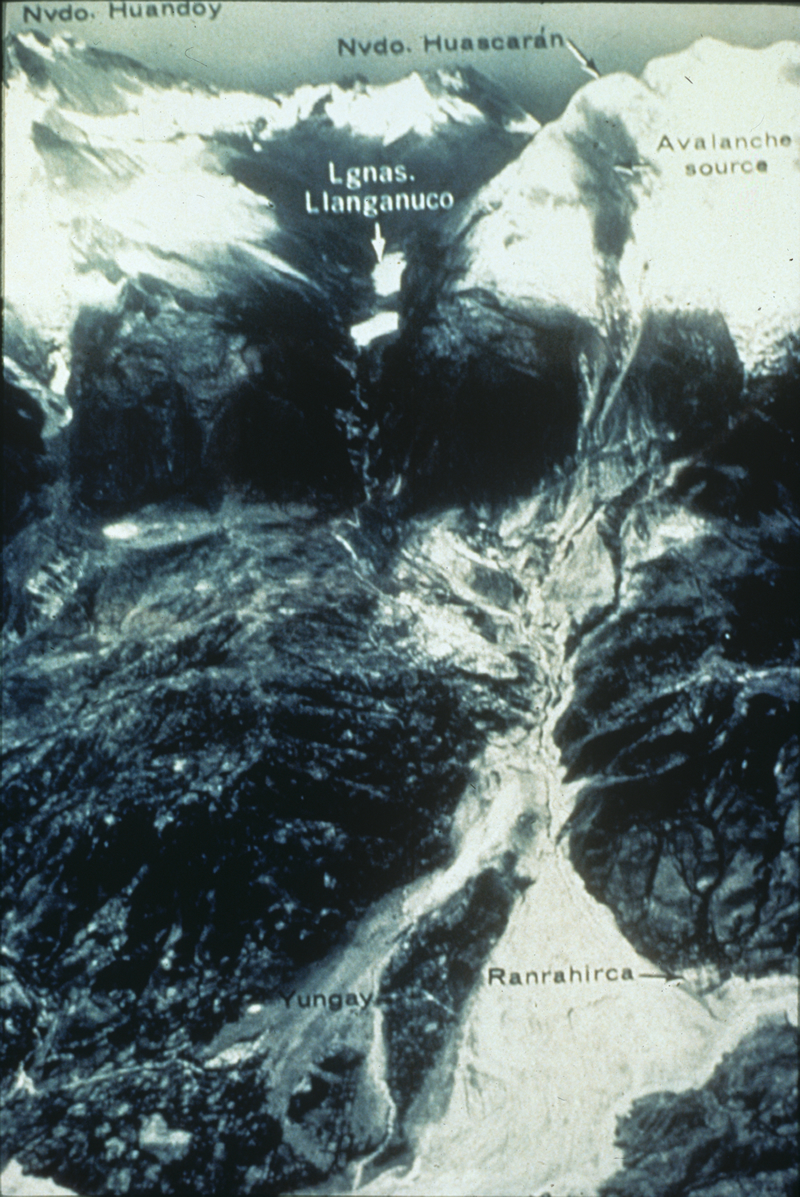
Vista aérea del alud del Huascarán que sepultó Yungay y Ranrahirca. Desaparecieron más de 10 000 habitantes.

El 31 de mayo de 1970, tuvo lugar el terremoto de Áncash que sacudió a casi todo el Perú, sepultando a la ciudad de Yungay y matando a más de 50.000 personas, este suceso de proporciones catastróficas fue el que inició la conformación socioeconómica de la actualidad. Grandes cantidades de pobladores rurales provenientes de distintos puntos alejados de la serranía ancashina, terminaron asentándose en las ciudades del Callejón de Huaylas que iniciaban un lento proceso de reconstrucción y repoblación. Familias enteras dedicadas a la agricultura, ganadería, comercio y actividades mineras terminaron dinamizando las actividades económicas del Callejón de Huaylas convirtiendo a Huaraz en una de las ciudades con mayor movimiento económica de la sierra peruana.
Se crearon sendas universidades nacionales en Huaraz y Chimbote respectivamente

### SigloXXI
En los últimos 20 años. Las actividades extractivas a gran escala condujeron al boom económico de la región. La pesca y la gran minería proveyeron de ingentes recursos económicos a la administración regional. Sin embargo, debido al alto grado de corrupción en las entidades regionales y locales, los fondos del canon minero y pesquero no fueron administrados de forma correcta. La región se hundió en una crisis política con más de 4 gobernadores regionales encarcelados, obras paralizadas e investigaciones fiscales en marcha. Se construyeron algunas vías regionales y nacionales, de las que destaca el asfaltado de la carretera Carhuaz-Chacas-San Luis y la ruta Chavín - Huari.

## Organización territorial
El departamento está dividido en 20 provincias, conformadas a su vez por distritos y estos por ciudades, pueblos, centros poblados, caseríos y anexos. 

Mapa político de Áncash.

| Escudo | Provincia                 | Población | Escudo | Provincia          | Población |
| ------ | ------------------------- | --------- | ------ | ------------------ | --------- |
|        | Aija                      | 6.600     |        | Huarmey            | 34.000    |
|        | Antonio Raimondi          | 14.000    |        | Huaylas            | 58.000    |
|        | Asunción                  | 8.300     |        | Mariscal Luzuriaga | 22.000    |
|        | Bolognesi                 | 24.000    |        | Ocros              | 7.000     |
|        | Carhuaz                   | 51.000    |        | Pallasca           | 23.000    |
|        | Carlos Fermín Fitzcarrald | 19.000    |        | Pomabamba          | 27.000    |
|        | Casma                     | 58.000    |        | Recuay             | 18.000    |
|        | Corongo                   | 8.000     |        | Santa              | 480.000   |
|        | Huaraz                    | 185.000   |        | Sihuas             | 28.000    |
|        | Huari                     | 65.000    |        | Yungay             | 56.000    |

## Demografía
Áncash alberga al 3,62% de la población del Perú; con una densidad de 33,3 personas por km², superior al promedio nacional de 26 personas por km². En 2017, Chimbote era la ciudad más poblada de Áncash. El crecimiento anual del 0,2% en 2017 es la octava parte del crecimiento anual de todo el país del 1%. La población de Áncash se duplicó con creces entre 1940 y 1993 al sumar 414 mil personas para llegar a 983 mil residentes en 1993; La población de Áncash era de 1,1 millones en 2017. La provincia del Santa, en la zona costera, es la más densamente poblada, con una población de 108 personas por km², 3,2 veces la densidad de población general del departamento, mientras que la provincia de Ocros es la menos densamente poblada con 3,7 habitantes por km².  Alrededor de 289 mil ancashinos mayores de 12 años se autoperciben como quechuas, mientras que 458 mil se perciben como mestizos.

### Idiomas
| Lengua materna en Áncash | Lengua materna en Áncash | Lengua materna en Áncash | Lengua materna en Áncash | Lengua materna en Áncash |
| ------------------------ | ------------------------ | ------------------------ | ------------------------ | ------------------------ |
| Lengua materna           | Lengua materna           |                          | Porcentaje               | Porcentaje               |
| Español (castellano)     | Español (castellano)     |                          | 68.4 %                   | 68.4 %                   |
| Quechua                  | Quechua                  |                          | 30.4 %                   | 30.4 %                   |
| Otras lenguas            | Otras lenguas            |                          | 1.2 %                    | 1.2 %                    |

Al igual que el resto del país, el español es el idioma oficial de Áncash, y el quechua es cooficial junto con el español en las zonas donde predominen. Existe una importante población quechua hablante en todo Áncash, principalmente en los provincias de Pomabamba y Carlos Fermín Fitzcarrald, que representan el 86,13% y el 85,12% de la población total de cada provincia.

### Religión
| Religión en Áncash | Religión en Áncash | Religión en Áncash | Religión en Áncash | Religión en Áncash |
| ------------------ | ------------------ | ------------------ | ------------------ | ------------------ |
| Religión           | Religión           |                    | Porcentaje         | Porcentaje         |
| Catolicismo        | Catolicismo        |                    | 76.7 %             | 76.7 %             |
| Protestantismo     | Protestantismo     |                    | 15.6 %             | 15.6 %             |
| Ninguna            | Ninguna            |                    | 4.7 %              | 4.7 %              |
| Otras religiones   | Otras religiones   |                    | 3 %                | 3 %                |

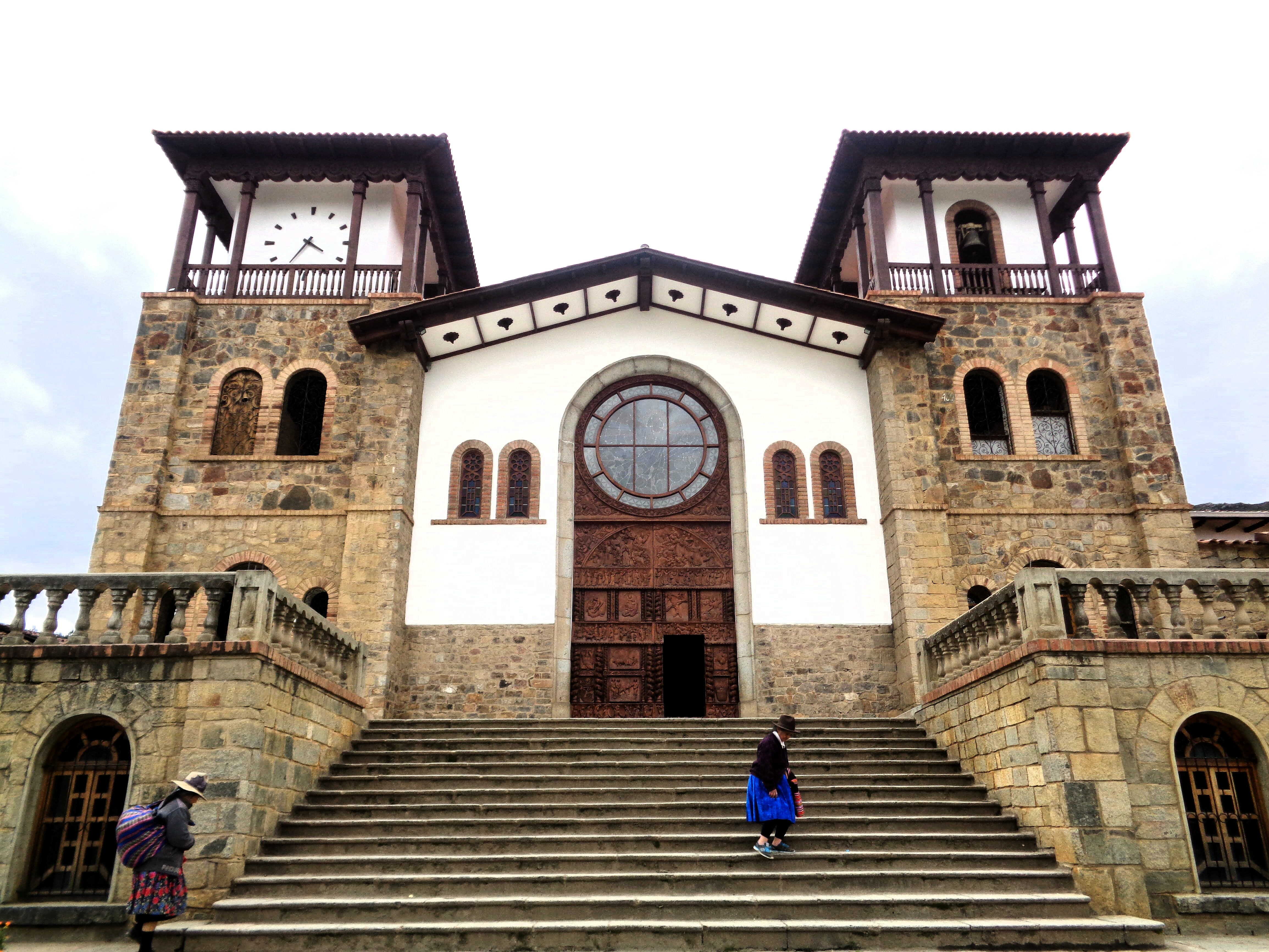
Santuario de Mama Ashu (Nuestra Señora de la Asunción de Chacas)

Las distintas formas de cristianismo han dominado la vida religiosa en lo que hoy es Áncash por casi 500 años. La religión más importante de Áncash es el catolicismo, con un 76,7% de la población que se describe a sí misma como católica en el censo de 2017. El patrón de Huaraz, la capital, es el Señor de la Soledad, y el día de Señor de la Soledad se celebra anualmente el 3 de mayo. A principios del siglo XX se produjo la llegada del evangelicalismo a la región.
La Iglesia católica, con 650 000 fieles, es la que cuenta con mayor asistencia entre las denominaciones. Áncash está dividida en tres diócesis, la diócesis de Chimbote, la diócesis de Huaraz y la diócesis de Huari, y forma parte de la arquidiócesis de Trujillo.La segunda confesión con mayor asistencia en Áncash es la evangélica, con unos 132 000 fieles. La primera primera misión evangélica fue fundada en Macate en 1919.
Otras denominaciones cristianas son pequeñas en Áncash, ya que representan aproximadamente el 3,02% de la población. El adventismo es la denominación más grande, con 6 415 adventistas declarados en el censo de 2017. También hay comunidades de testigos de Jehová y mormones, principalmente en la provincia del Santa; el 4,6% restante no tiene afiliación religiosa.

## Gobierno y administración regional
La región se rige por un sistema semipresidencial de democracia representativa. Áncash tiene una legislatura unicameral. El Consejo Regional de Áncash, está formado por 25 miembros que son elegidos por sufragio directo, por períodos de cuatro años. La región elige a 5 miembros para el Congreso de la República.
El Gobierno Regional de Áncash es un organismo elegido democráticamente, cuyo jefe constitucional es el gobernador, que es elegido junto al vicegobernador por sufragio directo, por un período de cuatro años. El gobernador designa directamente al gerente general regional y a los demás gerentes regionales. El gobernador está a cargo de la dirección del gobierno regional, mientras que el gerente general y los demás gerentes son responsables de las funciones ejecutivas y administrativas.
Cada provincia y distrito tiene un alcalde elegido por sufragio directo por un período de cuatro años, que gobierna sobre los asuntos locales. El poder judicial está formado por la Corte Superior de Justicia de Áncash en la zona andina y la Corte Superior de Justicia del Santa en la zona costera y un sistema de tribunales inferiores. La Sala Plena de la Corte Superior de Áncash, ubicada en Huaraz, está conformada por el presidente junto con nueve jueces superiores titulares; mientras que la Sala Plena de la Corte Superior del Santa, ubicada en Chimbote, está conformada por el presidente junto con quince jueces superiores titulares.
Si bien Áncash como departamento existe desde 1821, bajo el nombre de Huaylas, la administración era designada desde el gobierno central en Lima, la capital del país. Diversos textos constitucionales ingresaron figuras políticas como juntas departamentales (1823, 1828, 1856, 1886), consejos departamentales (1873) y congresos regionales (1919), los cuales quedaban descartados al poco tiempo. Durante el Gobierno Revolucionario de la Fuerza Armada, el ejecutivo descentralizó algunas de sus decisiones mediante la creación del Organismo Departamental de Desarrollo (ORDES), luego llamadas Corporación Departamental de Desarrollo (CORDES).La constitución peruana de 1979 contuvo previsiones para la descentralización del poder mediante la creación de regiones autónomas pero estas no fueron implementadas. Durante los últimos años del primer gobierno de Alan García, el 20 de marzo de 1987, se creó la región Chavín, integrada por las provincias del departamento de Áncash, más la provincia de Marañón. El 29 de diciembre de 1992, Fujimori la reemplazó por el Consejo Transitorio de Administración Regional de Áncash (CTAR Áncash). La Ley de Bases de la Descentralización, promulgada el 17 de julio de 2002, y la Ley Orgánica de Gobiernos Regionales promulgada el 19 de noviembre de 2002, dispusieron el marco legal para la creación de gobierno regional de Áncash. El nuevo gobierno regional fue electo el 20 de noviembre de 2002 y se eligió a Freddy Ghilardi como primer gobernador regional. Un referéndum para la creación de una nueva región, la región Nor-Centro-Oriental, a través de la fusión de los departamentos de Áncash, Huánuco, Junín, Lima y Pasco, fue llevado a cabo el 30 de octubre de 2005. Estas propuesta fue rechazada por el electorado de todas los departamentos involucrados, por lo que la fusión no fue puesta en marcha.
Desde las elecciones regionales de Áncash de 2022, la Alianza Gobierno Unidad y Acción es el partido gobernante; Koki Noriega Brito de la Alianza Gobierno Unidad y Acción es el gobernador regional. Según la Constitución del Perú y la Ley Orgánica de Gobiernos Regionales, Áncash tiene un sistema semipresidencial de democracia representativa; se concede sufragio universal a todos los residentes mayores de edad.

## Infraestructura y equipamientos

Mapa vial de Áncash al año 2022.

### Transportes y comunicaciones

#### Red vial
Áncash tiene 10 807,3 kilómetros de carreteras, lo que representa el 16,7% del total del Perú. Las carreteras en Áncash incluyen 1 951,5 kilómetros de vías nacionales; el 6,7% del total de la nación, 1 222,7 kilómetros de vías departamentales; el 3,7% del total de la nación y 7 633,1 kilómetros  de vías vecinales; el 6,4% del total de la nación. La costa de Áncash es accesible a través de la Carretera Panamericana (PE-1N), el callejón de Huaylas es accesible a través de la Longitudinal de la Sierra (PE-3) y el lado oriental a través de la carretera longitudinal de Conchucos (PE-14 C). Existen además carreteras transversales que conectan la costa con la sierra del departamento. La carretera Paramonga - Conococha (PE-16) y la carretera Casma-Huaraz (PE-14) son las principales vías de acceso al callejón de Huaylas desde la costa.Las principales vías de acceso a la zona de Conchucos son la carretera Cátac - Chavín - San Marcos (AN-110) y la carretera Carhuaz - Chacas - San Luis (AN-107), mientras que la carretera Santa - Chuquicara (PE-12) conecta la costa norte ancashina con la carretera Longitudinal de la Sierra y permite llegar a la provincia de Pallasca. La Carretera Panamericana, de 235,2 kilómetros de recorrido, es la única autopista de la región, conecta Lima con el norte del país; ingresa a Áncash a través del peaje de Paramonga  y pasa por las provincias de Huarmey, Casma y Santa, antes de ingresar a La Libertad. Actualmente en el tramo de la Panamericana comprendido entre Nuevo Chimbote y Guadalupito se construye la vía de Evitamiento Chimbote.La carretera Panamericana en Áncash se encuentra concesionada a la empresa australiana ALEATICA, bajo el nombre de Autopista del Norte.
La Gerencia Regional de Infraestructura a través de la Dirección Regional de Transportes y Comunicaciones es responsable de mantener y expandir el sistema de carreteras departamentales y las principales vías vecinales. El Ministerio de Transportes y Comunicaciones, que incluye el Proyecto Especial de Infraestructura de Transporte Nacional (PROVIAS Nacional), es responsable de mantener y expandir las carreteras nacionales en Áncash. PROVIAS Descentralizado también supervisa algunas carreteras departamentales importantes. El total anual de accidentes de tráfico de Áncash está entre los más altos del país. Los accidentes son principalmente el resultado de la conducción irresponsable y el exceso de velocidad.  En 2022, Áncash tenía la quinta tasa de accidentes de tráfico más alta del país, y la mayoría de los accidentes mortales se produjeron a lo largo de las carreteras nacionales del departamento.

#### Aeropuertos

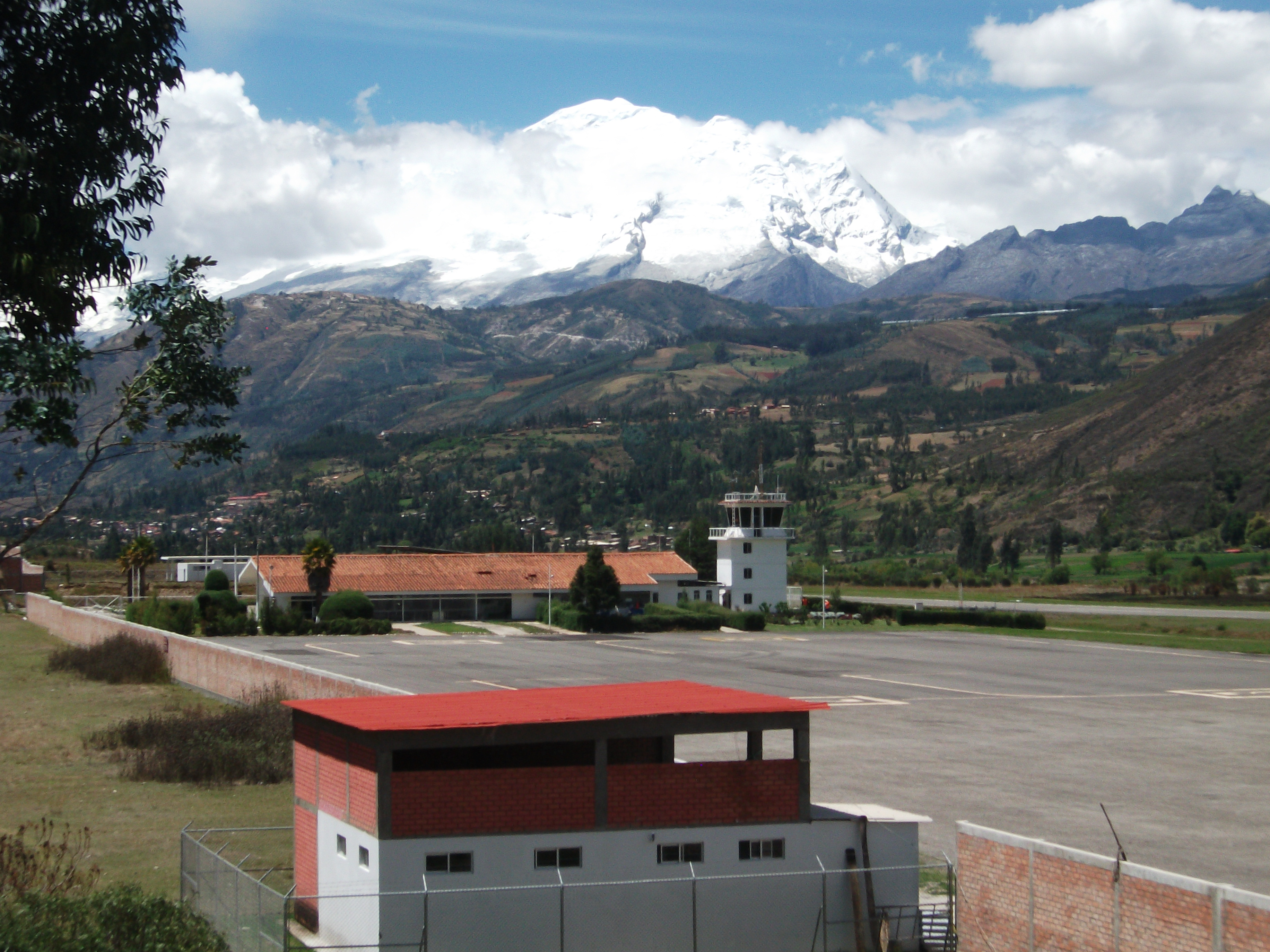
Aeropuerto Comandante FAP Germán Arias Graziani.

Áncash tiene dos aeropuertos nacionales:
- Aeropuerto Teniente FAP Jaime Montreuil Morales
- Aeropuerto Comandante FAP Germán Arias Graziani

El aeropuerto de Caraz, que permaneció en funcionamiento hasta el terremoto de 1970, fue el primer aeropuerto de Áncash. Al momento de su clausura, el aeropuerto de Caraz tenía una pista de aterrizaje de tierra utilizada para la aviación comercial, la aerolínea SATCO operaba dos vuelos semanales entre Caraz y Lima. El Aeropuerto Comandante FAP Germán Arias Graziani, gestionado por Aeropuertos del Perú, es el más transitado del departamento y el vigésimo séptimo del país; aunque se espera una mayor afluencia de pasajeros debido a la reanudación de los vuelos comerciales a Lima. El aeropuerto Teniente FAP Jaime Montreuil Morales, el aeropuerto más antiguo en funcionamiento en Áncash y el único en la costa ancashina, no cuenta vuelos comerciales y cuenta con un proyecto de modernización.

#### Transporte marítimo

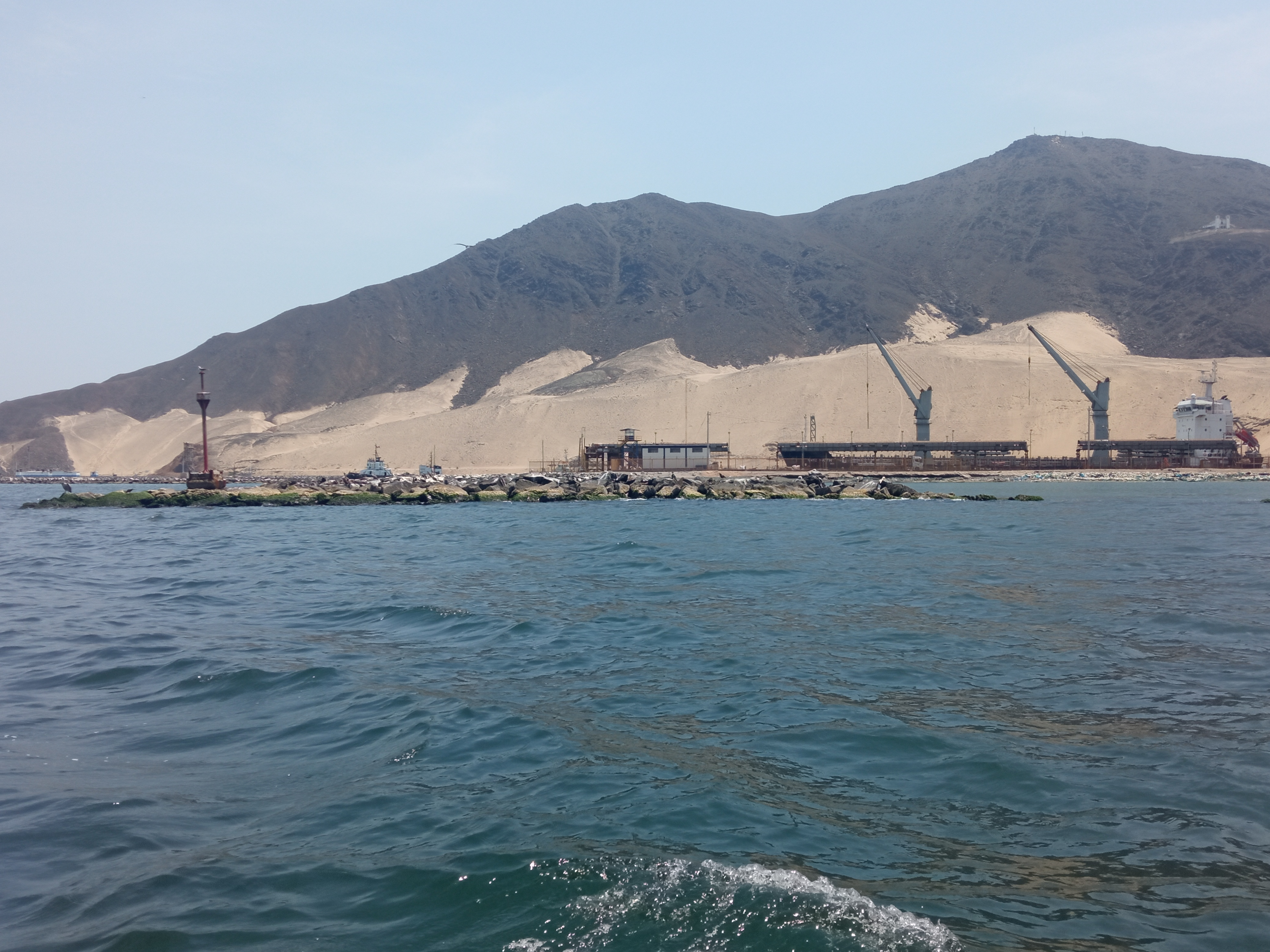
Puerto de Chimbote

Áncash tiene un puerto principal, cuatro puertos menores y siete caletas. El principal puerto del departamento es el puerto de Chimbote. Los cuatro puertos menores son Samanco, Casma, Huarmey y Punta Lobitos. Los puertos restantes están clasificados como caletas e incluyen a Santa, Coishco, El Dorado, Los Chimús, Tortugas, La Gramita y Culebras. La Autoridad Portuaria Regional de Áncash tiene su sede en Chimbote.Los puertos de las provincias de Santa y Casma son monitoreados por la Capitanía de Puerto de Chimbote, mientras que la Capitanía de Puerto de Supe monitorea los puertos de la provincia de Huarmey.

## Economía

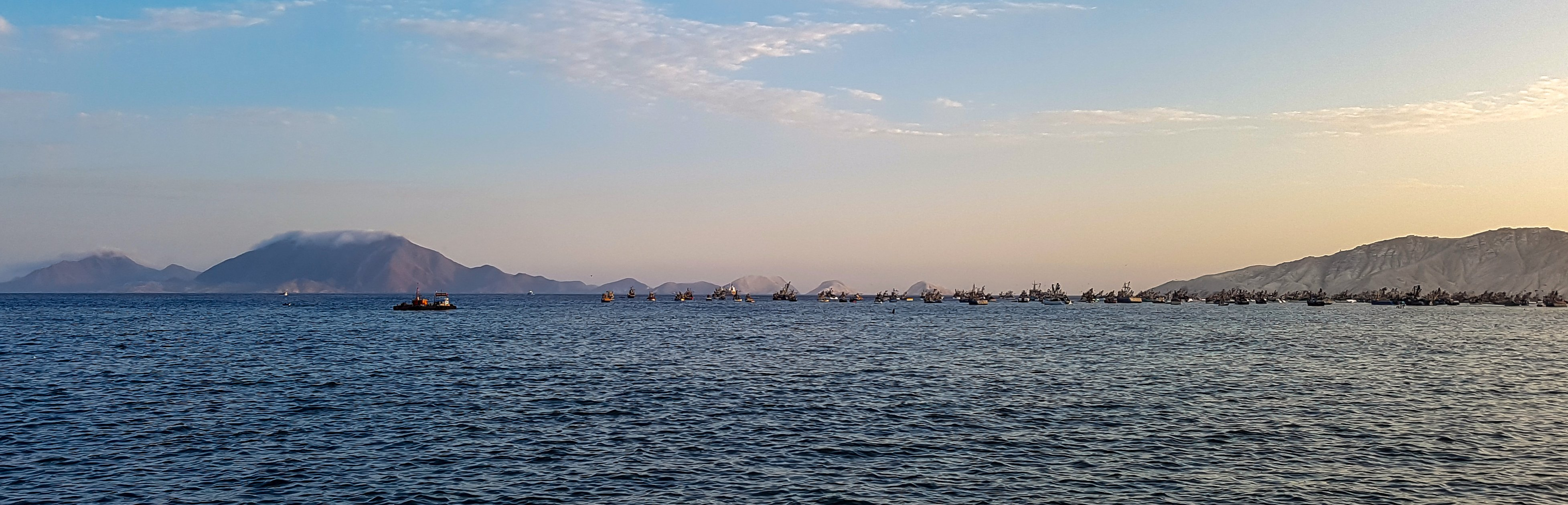
Vista de la bahía pesquera de Chimbote.

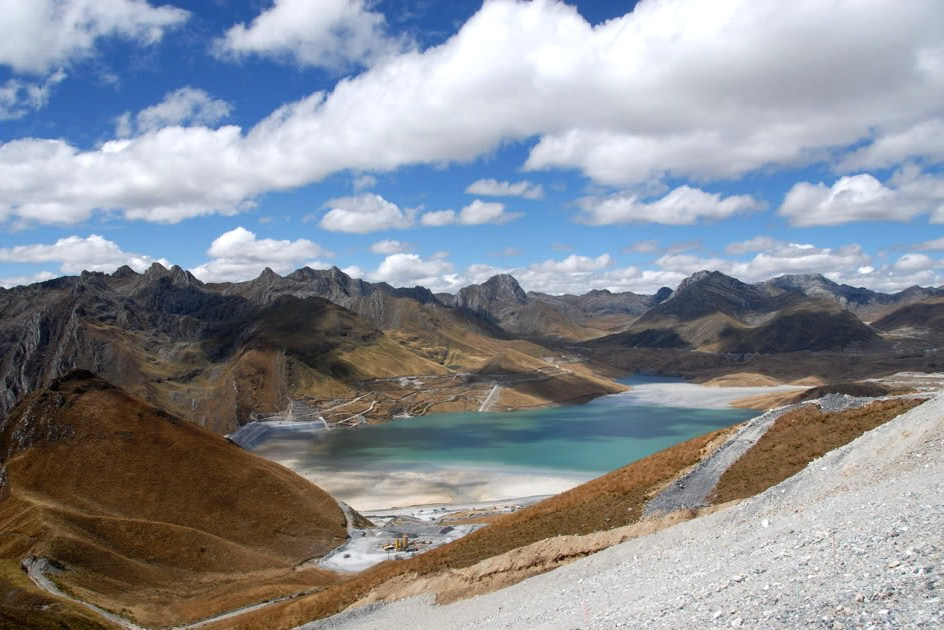
Antamina, la mayor mina de cobre del Perú.

El departamento es la quinta economía del país, al aportar al Valor Agregado Bruto nacional un 3,5 %. La importancia relativa de la región en el país es mayor en el caso de algunos sectores como la minería (15,9 %), pesca (10,8 %), electricidad y agua (5,2 %), construcción (4,8 %) y servicios gubernamentales (3,4 %). En la estructura productiva de Áncash predominan la minería, manufactura y otros servicios, que contribuyen de manera conjunta con el 55,5 %en el Valor Agregado Bruto departamental. El 47,8 %de la población empleada labora en el sector terciario, seguido del sector primario (37 %), y el 15,2 %restante en el sector secundario.

### Sector primario
Los principales ingresos de la región provienen de la principal actividad económica del Perú que es la Minería y que en Áncash tienen multimillonarias inversiones de grandes empresas extranjeras como son Antamina en Huari y Barrick - Pierina en Huaraz y que otorgan ingentes cantidades de dinero mediante el canon minero, al Gobierno Regional de Áncash. Así mismo, se tienen en cartera, proyectos mineros de gran envergadura de las que destacan Magistral en Conchucos, Hilarión en Huallanca y San Luis, en Carhuaz; dichos proyectos tienen previsto iniciar operaciones entre 2025 y 2028. Existe también una producción minera que se desarrolla a partir de pequeñas y medianas minas que explotan oro zinc, hierro, carbón, cobre y plomo.
En cuanto al sector energético, la central hidroeléctrica del Cañón del Pato beneficia a los pueblos y a la industria siderúrgica costera. 
La costa del departamento de Áncash constituye la primera zona pesquera del Perú gracias a la riqueza del plancton de esta zona, que aprovecha la magnífica riqueza ictológica del mar peruano, donde hay más de 700 especies de peces. A pesar de no disfrutar de una etapa de auge, sigue siendo un aporte importante a la economía nacional, pues la harina de pescado es uno de los mayores productos de exportación. También en esta zona, especialmente en Chimbote, existe una industria siderúrgica que abastece las necesidades de esta parte del país.
En la sierra se distingue los cultivos de papa, trigo y cebada. Por otra parte, la explotación ganadería, especialmente la vacuna y la ovina, complementa la producción agrícola.

### Sector terciario

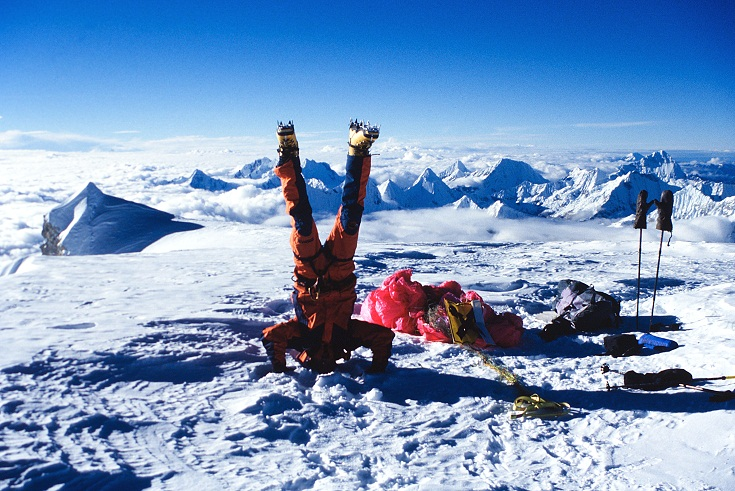
El turismo en la sierra ancashina es una de las actividades económicas más importantes de esa zona.

#### Turismo
Sus atractivos más conocidos son el parque nacional Huascarán, con imponentes nevados, reto de grandes alpinistas, bellas lagunas como Llanganuco; los sitios arqueológicos como la Cueva del Guitarrero en Yungay —10,600 a. C.— cuna de la agricultura en América, el Chavín de Huántar y Sechín de los más antiguos de América. Además de ellos hay muchos otros, como los sitios de Huansacay, Huamancallan, Huarca, Yaino, Punkurí, Wilcashuamán, Pañamarca, etc. También es notable el turismo de aventura (canotaje en el río Santa, senderismo), vivencial y fotográfico, principalmente en Huashao y Humacchuco en Yungay. Los pueblos del Callejón de Huaylas cuentan con una gran variedad de restaurantes de cocina novoandina.
- Vuelta al Huascarán. Este circuito se inicia en Carhuas, para luego adentrarse en la Quebrada Ulta pasando por el poblado de Shilla, se aprecia el lado Sur del nevado Huascarán hasta llegar a la Ruta de las mil curvas, que ascienden hacia la Punta Olímpica (4980 m s. n. m.), desde este punto se aprecian los nevados Contrahierbas, Huascarán Sur-este, Chopicalqui y Ulta. Se empieza a descender hacia la vertiente oriental de la Cordillera Blanca, encontrando tres hermosas lagunas: Cancaraca, Contrahierbas y Pariacocha. El recorrido sigue pasando por los poblados de Huallin, Chacas, Acochaca, San Luis, Pomallucay, Yanama, cruzar hacia la vertiente occidental y seguir el recorrido por las Lagunas de Yanganuco, llegar a Yungay y Terminar el recorrido en Carhuas.[106]
- Gran Chavín. Se inicia en Huaraz, para luego dirigirse a Carhuas, y adentrarse en la Quebrada Ulta, luego llegar a Chacas y San Luis, para así continuar el viaje hacia Huari, San Marcos y Chavin y retornar hacia Catac para llegar finalmente a Huaraz.
- Huayhuash. La cordillera Huayhuash es uno de los diez destinos más importante de senderismo en el mundo, el más conocido por los exploradores y turistas extranjeros. Tiene bellos nevados como: el Jerupaja (segundo pico más alto del Perú), el Jirishanca, el Rondoy, el Rasac, el Ninashanca. Como también tiene bellas lagunas como: Jahuacocha y Solteracocha. Cuenta también con bellos miradores: Pampa Llamac, Rondoy, Minapata, Paria. El pórtico del Huayhuash es el centro poblado de LLamac, siendo el camino de ingreso de mayor acceso la ruta Llamac-Pampa Llamac-Jahuacocha.

## Patrimonio

### Paleontología
Yacimiento paleontológico de Yanashallash. es una formación rocosa con huellas de saurios ubicada en Áncash, Perú. De edad albiense (Cretácido Inferior), de hace 115 y 110 millones de años aproximadamente. En estas placas rocosas se preservan un conjunto de huellas muy variado y de buen estado de conservación, destacan las huellas de saurios del suborden Terópodo y huellas más pequeñas pertenecientes a herbívoros.

### Arqueología
- Chavín de Huántar. Ubicado en el distrito de Chavín de Huántar, provincia de Huari. Declarado como Patrimonio de la Humanidad en 1985. Fue el centro administrativo y religioso de la cultura chavín, construido y ocupado aproximadamente entre los años 1500 y 300 a. C. Sus estructuras, de forma de pirámide trunca, están construidas a base de piedra y argamasa de barro.

- Sechín. Ubicado en la provincia costeña de Casma. Muestra estructuras de barro y piedras que han sido fechadas entre los años 2400 y 2300 a. C. cuya característica más importante es su fachada de bloques líticos decorados con relieves, que representan a “guerreros-sacerdotes” y cuerpos mutilados. Estos edificios se terminaron de construir antes del año 2000 a. C. pero permaneció en uso aproximadamente hasta el 1500 a. C. Es decir, es anterior a la cultura Chavín.
- Huilcahuaín

- Marcajirca

### Arquitectura colonial
- Plaza mayor de Chacas ubicada en la población homónima Chacas, provincia de Asunción. Los edificios que la rodean han mantenido sin cambios mayores su arquitectura original andina con estilo andaluz y balcones barrocos.
- Iglesia de Tauca.[107]
- Iglesia de Sihuas (sector Chasqui) sobrevivió al sismo de 10 de noviembre de 1946[108]
- Iglesia de Llamellín[109]

### Patrimonio natural

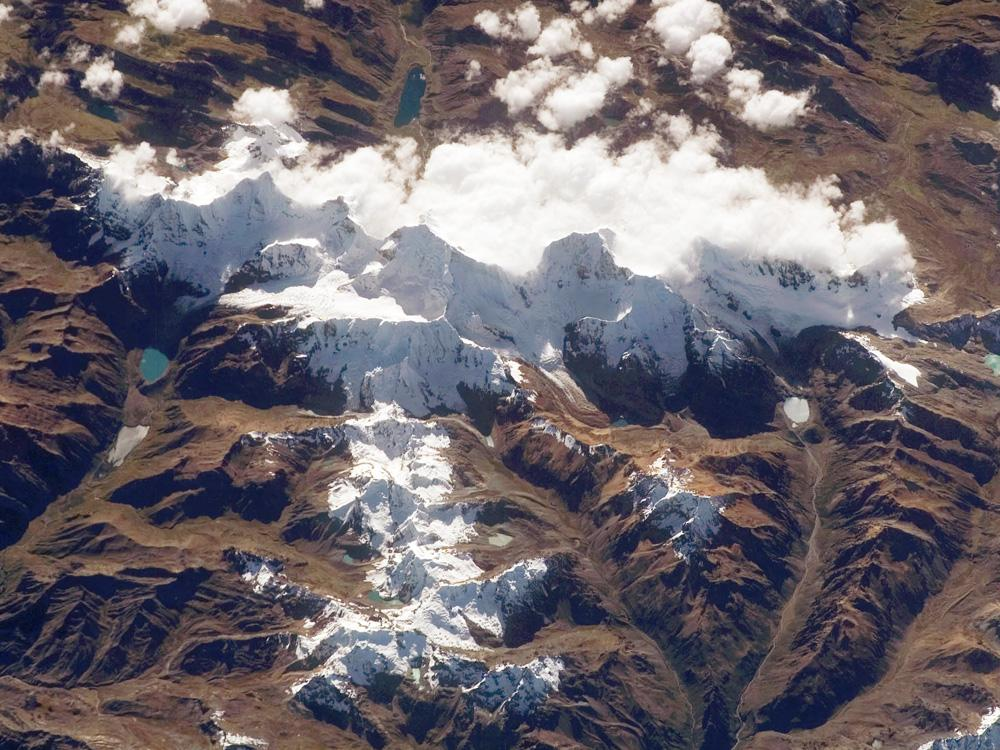
Cordillera del Huayhuash desde el espacio.

- Cordillera Huayhuash. Es la segunda cadena montañosa más alta del mundo en la región tropical, después de la cordillera Blanca, inmediatamente al norte. Aunque está ubicada a 120 kilómetros del océano Pacífico, la cresta forma parte de la divisoria de aguas del continente sudamericano; las aguas de la escarpa oriental discurren hacia el río Marañón, principal tributario del Amazonas. Se han identificado 272 especies de plantas, agrupadas en 148 géneros y 55 familias. Hay 61 especies de aves, 14 mamíferos, dos anfibios y dos peces. Luego de las especies de aves amenazadas de extinción han sido identificados. Lagos de color turquesa donde se pueden encontrar truchas. Hay cinco zonas ecológicas en la cordillera entre ellos tenemos: bosque de ribera (Bosque ribereño), monte bajo (Matorral), matorrales y pastizales Puna (Césped y pajonales de puna), bosque de montaña (Bosques de montaña), las turberas y lagos (Lagunas y bofedales).
- Parque Nacional Huascarán. Declarado como espacio natural protegido el 1 de julio de 1975, como Reserva de Biósfera en 1977 y como Patrimonio Natural de la Humanidad en 1985. Se extiende en un área de 3.400 km², comprendiendo 434 lagunas, 712 glaciares, profundos valles por encima de la región quechua y 41 ríos que alimentan las cuencas del océano Pacífico y Atlántico; estas características hacen que sea uno de los parques más importantes del país en potencial hidrológico. Cientos de especies de mamíferos, aves, peces y reptiles han sido documentados, incluyendo muchos que han sido puestos en peligro de extinción y amenaza

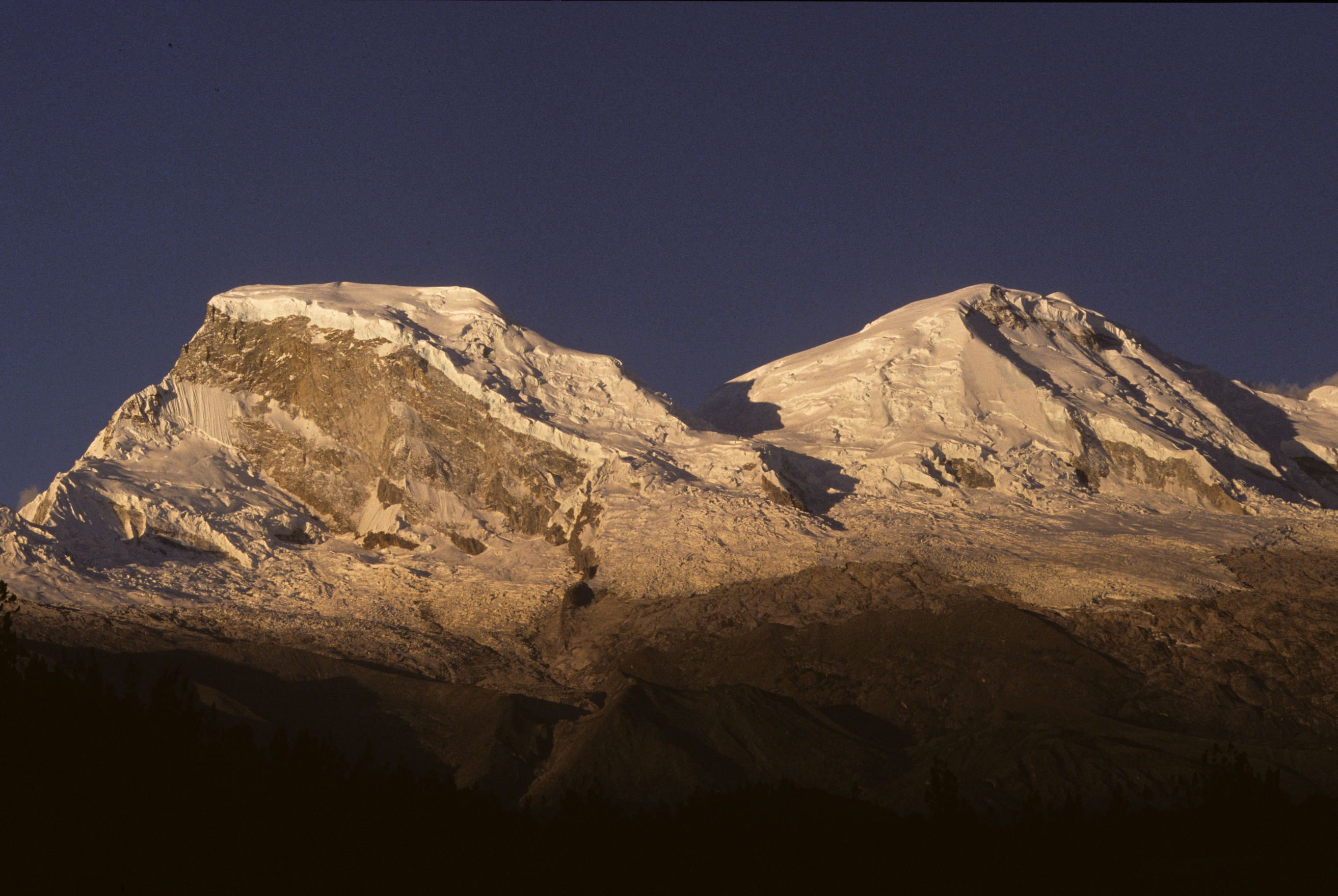
Huascarán (6768 m)
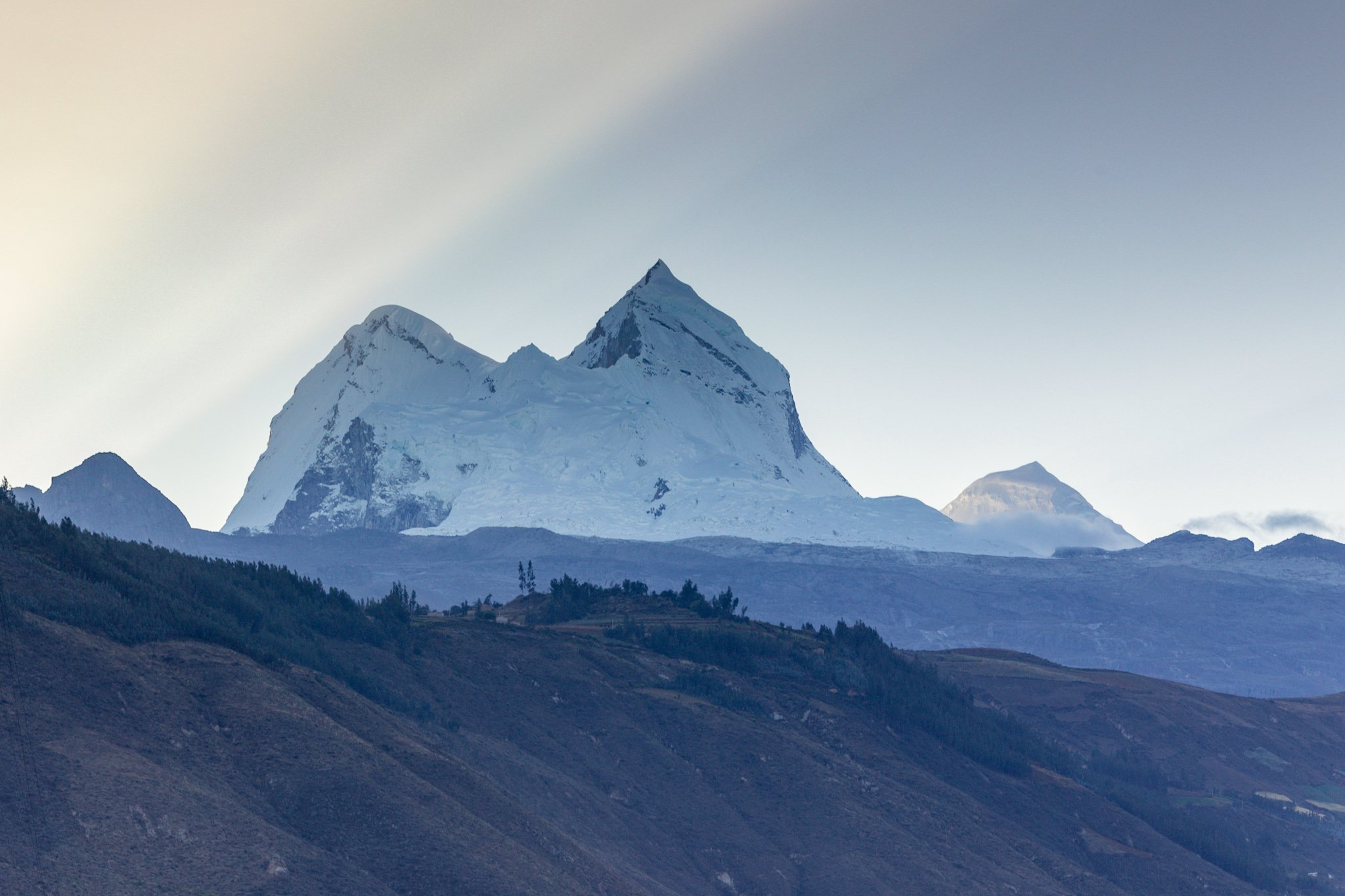
Huandoy (6395 m)
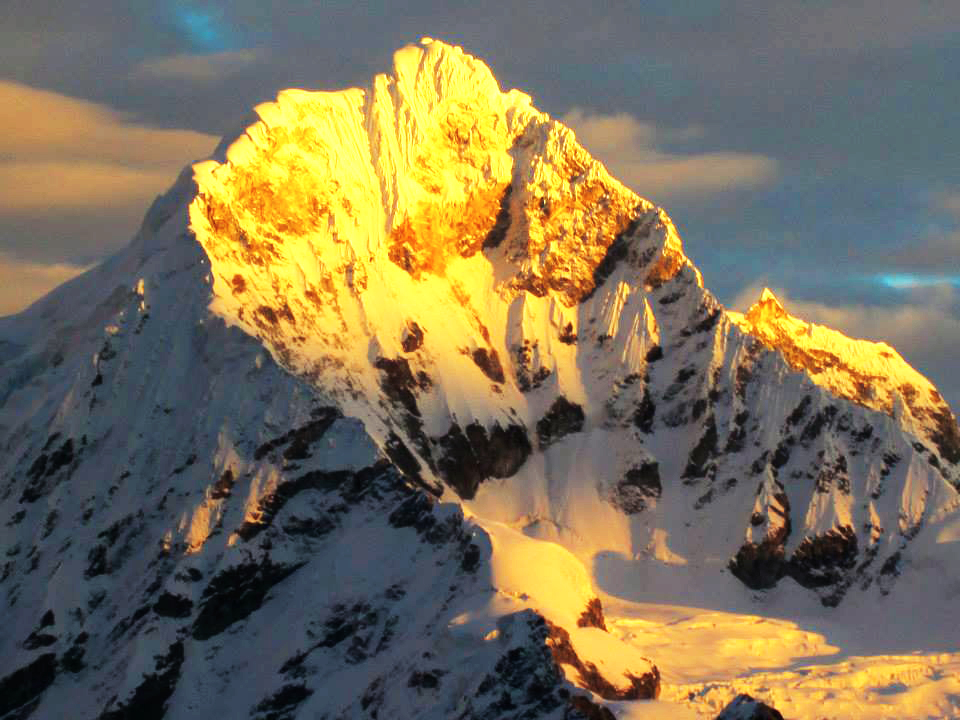
Chopicalqui (6345 m)
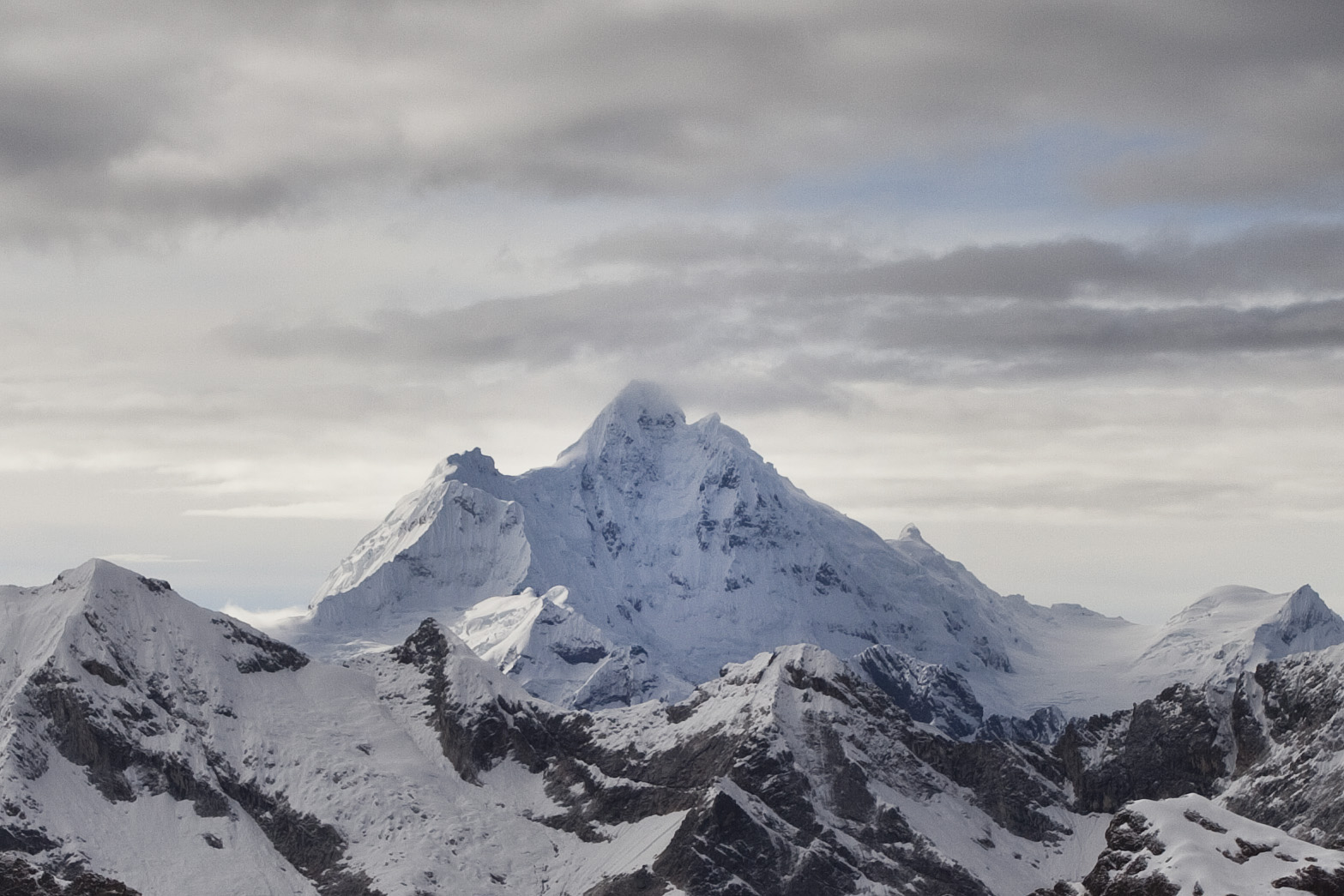
Huantsán (6369 m)

## Deportes

### Fútbol
El fútbol es el deporte más popular en el departamento; se introdujo en Áncash durante el siglo XX. Jugadores de fútbol como Alejandro ‘Torito’ Luces, Valeriano López y Mariano Loo encontraron un lugar en el equipo nacional de fútbol. Un club de fútbol de Áncash, el Fútbol Club San Marcos, juega en la Liga 2 de Fútbol Profesional. Huaraz es sede de clubes de fútbol como Rosario Fútbol Club y Sport Áncash. En la zona de Conchucos, destacan clubes como el Club Deportivo Ramón Castilla y el Fútbol Club San Marcos. Por su parte, en la zona costera de Áncash, se encuentran equipos como el Club Social Deportivo Boca Juniors de Huarmey, el Club Cultural Casma de la ciudad de Casma, y otros clubes importantes como el Club Deportivo Unión Juventud y el José Gálvez Foot Ball Club, ambos con sede en Chimbote. La Liga Deportiva Departamental de Fútbol de Áncash es el ente rector de las competiciones futbolísticas del departamento.
Desde la creación de la Copa Perú en 1967, tres equipos ancashinos, el Sport Áncash en 2004, el club José Gálvez en 1996 y 2005 y el Rosario Fútbol Club en 2016, han logrado el campeonato, mientras que Fútbol Club San Marcos logró el subcampeonato en la edición 2023. El club José Gálvez es el primer equipo ancashino en ascender a la primera división del Perú, junto con el Sport Áncash han participado en once y cinco temporadas respectivamente; ambos equipos son los más populares del departamento y disputan el clásico ancashino La final de la Copa del Inca 2011 fue disputada por ambos clubes, con victoria para el club José Gálvez.El club José Gálvez ha sido campeón de la Segunda División 2011 y la Copa Federación 2012. Ningún equipo ancashino ha logrado el título de primera división nacional hasta la fecha.
Los estadios más importantes del departamento son el Estadio Rosas Pampa de la ciudad de Huaraz y el Estadio Manuel Rivera Sánchez de la ciudad de Chimbote, existen también instalaciones para deportes como el voleibol y el básquetbol en el Coliseo Cerrado de Huaraz.

### Montañismo
Debido a la gran cantidad de nevados en las cordilleras Blanca y Huayhuash, el departamento ha visto un auge en las actividades de montañismo y senderismo de altura, especialmente después del terremoto de 1970. Huaraz es sede de instituciones dedicadas a la formación y regulación de guías de montaña, como la Asociación de Guías de Montaña del Perú y el Centro de Estudios de Alta Montaña. Además, la región cuenta con un cuerpo de rescate de montaña de la Policía Nacional del Perú (PNP).

## Instituciones de desarrollo
Algunas de las instituciones de desarrollo en Áncash son CEDEP, CARE Perú, Urpichallay que trabajan temas de descentralizaación, apoyo técnico productivo, educación, salud y participación ciudadana.

## Gastronomía ancashina
Además de su diversidad de productos, carnes y gran creatividad en la elaboración de sus comidas; la región presenta una gran variedad de platos. Entre ellos están, por nombrar algunos, el picante de cuy al estilo huaracino, el madrugador platillo caldo de cabeza, el puchero, el matahambre, la patasca ancashina en olla de barro, la pierna de jamón ahumado o jamón serrano, el ceviche de chocho, la clásica pachamanca propia de las regiones serranas, tamales, humitas, postres y bebidas propias del lugar.
Cuchi Canca (puerco a la brasa), lleva diversos ingredientes como vinagre, ajos, ají mirasol, pimienta, comino y otros más al gusto. Se sirve acompañado de papas doradas o arroz blanco.
Caldo de cabeza. Es un plato típico de la región ancashina. Es un caldo de los viajeros y los mañaneros, que se toma a primeras horas del día. Para prepararlo se hace hervir la cabeza de cordero, mondongo, ajo; aparte un tazón de cebolla roja, culantro, hierba buena, y rocoto verde molido; también se le puede usar de escolta o refuerzo, mote de maíz o trigo pelado, limón, u otros ingredientes.
Patasca Es uno de los platillos del altiplano, se le conoce también como sopa de mote. Lleva diversos ingredientes como maíz pelado, carne de carnero o vaca, mote (maíz hervido), hierba buena, ají, cebolla y otros ingredientes más. En Áncash no usan mondongo en su preparación, en cambio utilizan trozos de carne de cerdo, pollo y pellejo de cerdo frito, preparada en olla de barro.
Picante de cuy. Es un plato clásico de la sierra peruana; sin embargo, cada región tiene un aderezo y presentación peculiares. En Áncash, destaca en la provincia de Huari, ya que es uno de los platos tradicionales del lugar. El plato ancashino se basa en maní tostado y ají panca, caldo de carne y ajíes amarillos. Diversos formatos: jaca pichu, jaca rojro, jaca cashqui, cuy con cancha. 
Jamón ahumado o jamón andino es propio de la región ancashina. La elaboración es algo compleja, es una pierna de cerdo marinada con sal, después se prensa, se adereza y se ponen a secar. Después de un día, se unta con ají molido y se pone a ahumar por tres días. Se sirve con papas y salsa de cebolla; además se agrega mote o choclo al gusto. Algunas restaurantes le agregan sachatomate o aguaymanto.
Huallpa cashqui. Es sopa de gallina, la misma que se prepara a base de papas y presas grandes de gallina, fideo tallarín, huevo escalfado, y últimamente hasta kion; lleva un aderezo de ají mirasol molido, y otros ingredientes, cebolla china. 
Ceviche de chocho. Este platillo, es un potaje que se prepara en parte de la sierra. Se adereza a base de una legumbre peruana, de nombre tarwi  (Lupinus mutabilis), el cual tiene gran poder nutricional (contiene Omega 3). Lleva casi los mismos ingredientes que un ceviche peruano, solo que en vez de pescado lleva tawri (ultramuz andino) y en vez de cebolla roja lleva cebolla china.
Llunca cashqui. Es una sopa típica de Huaraz. Es elaborada a base de trigo, gallina de corral, cebolla china picada, ají panca, apio, zanahoria, perejil, orégano tostado, papa Yungay, aceite de oliva y otros ingredientes más. Se prepara, de preferencia, en una olla de barro. Se acostumbraba servir en los entierros para agradecer a las personas que llegaban a despedir al difunto, considerado por algunos huaracinos como un plato ritual en muchos aspectos. En la actualidad lo han reinventado en algunos restaurantes de la región.
Jaca cashqui. El caldo de cuy o Aca Cashqui es un plato típico de casi todo el departamento de Áncash. En las atenciones a los colaboradores de mayordomo, se les brida este rico potaje. Se sirve para festejar a la Virgen de las Mercedes y otras advocaciones patronales. En la temporada de las fiestas reliogioasa.. Además se sirve en épocas de mucho frío, sirve para reconstituir las energías, por su alto poder nutricional. y regenerativo.
El caldo se prepara con cuy machom (cututo), papas amarillas, cebolla, zapallo, poro, zanahoria, nabo, muña, ajos molidos y fideos o trigo capshi. El cuy debe haber sido alimentado con alfalfa u hojas de verduras. También se consume en otras regiones aledañas como Junín, Huánuco.
Chicha en caldo. Es un plato propio de la región ancashina, sea en el distrito de Conchucos y su modo especial de preparación o el platillo del distrito de Huallanca. Además es el plato bandera de la provincia de Pomabamba donde se prepara la chicha en caldo. Es un plato a base de gallina de corral, chicha de jora, chancaca, cebolla china, maní tostado, orégano, ají mirasol, ají panca, aceituna, azúcar y especies.
Sin embargo, en el distrito de Chavín de Huantar, este plato no se consideraba como un plato típicamente popular, por el contrario, la receta, con claras diferencias a la de Popabamba, se encontraba en propiedad de pocas familias conocedoras de dicha variedad.

## Danzas

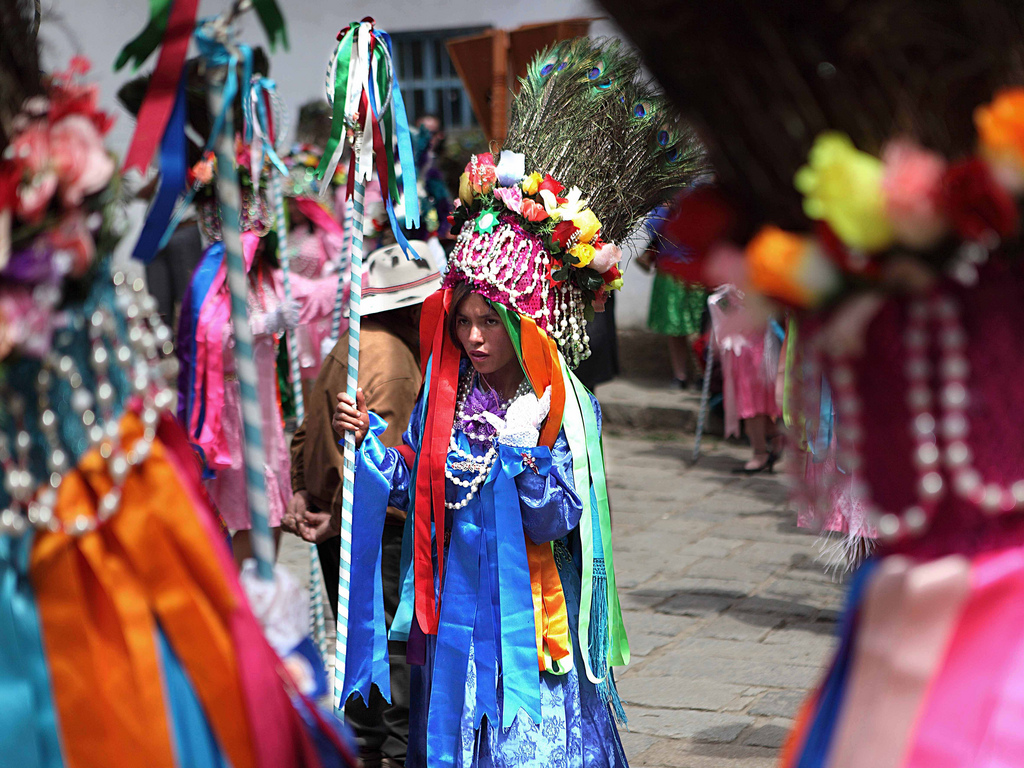
Atuendo de una bailarina de la danza de origen inca anti runa, presentada en el pueblo de Chacas, región de Áncash.

### Danzas típicas
Cada pueblo ancashino tiene en su folclor numerosas y variadas danzas; y otras que son comunes al folclor serrano del país, pero con determinados ingredientes originales como el huayno, la marinera, el pasacalle, el carnaval, etc. Las danzas típicas de la región son:
- Antihuanquillas. Danza ejecutada por 10 o 12 bailarines que visten una monterilla adornada con flores artificiales de colores, máscaras metálicas policromadas, un poncho pequeño, un chaleco de tela oscura y un pantalón azul. Tienen un significado apegado a las guerras incas. Etimológicamente proviene de la palabra “anti-envolvimiento”, es una danza tipo Huanquilla pero traída por los habitantes del Oriente peruano.
- Wancas o Wanquillas. Danzan en el rompe y entrada, en el día central, y en la octava por calles y plazas con mudanza y música tradicional. Los danzantes son los que participan directamente en número de par de ocho, doce o más con vestimenta multicolor.
- Shacshas. Es interpretada por un aproximado de 10 a 20 danzarines y un cautivo en el centro, el cual viste una gorra o atuendo con espejitos o lentejuelas, una cabellera postiza con rulos, una blusa de mujer con vueltas y blonda, pantalón de colores con sus canilleras. Esta danza representa una sátira, en la cual se muestra como los negritos celebran la Navidad por un permiso concedido por el señor hacendado.
- Cuadrillas. Simula la lucha de dos tribus. Los salvajes pretenden raptar a la hija del duende, los anima la caja y el pinkullo, mientras que a la capitana la detienen sus padres y las pallas son alentadas por el arpa y el violín.
- Los Atahualpas. Danza actual traída por los paramongas. Disfraces multicolores con pieles rojas, con un penacho de plumas de pavo que cubre desde la cabeza hasta la espalda, blusa de colores pañuelos y faldas con flecos.
- Los Negritos. Baile satírico, realizado por 8 o más personas. Tiene un acompañamiento de arpa, violín y trompetas con sordina (instrumento para moderar el sonido). Su disfraz compuesto por un terno negro, sombrero adornado con flores artificiales, máscara de madera o cuero. Bailes y pantomimas y las llamadas representaciones.
- La Chuscada Ancashina. Es alegre y bailable, se combina con el pasacalle, la marinera y el triste. Muchas danzas tienen expresiones de la vida incaica y virreinal; otras representan la guerra y la conquista.
- Las Pallas, especialmente las procedentes de Corongo.